# 1851年法国政变
1851年12月2日的政变是由时任法蘭西第二共和國总统的路易-拿破仑·波拿巴（后来的拿破仑三世）发动的一次自我政变。代号为“卢比孔行动”（Operation Rubicon），恰逢拿破仑一世加冕和在奥斯特里茨取得胜利的周年纪念日。政变解散了国民议会，授予总统独裁权力。1852年，法兰西第二帝国宣告成立。

## 概述
1851年12月2日上午，路易·拿破仑·波拿巴颁布了六项法令，宣布解散国民议会，恢复男性普选权，召集法国人民参加选举，并制定新宪法，该宪法于1852年1月14日颁布，以取代1848年2月的宪法，持续时间不到四年。这个宪法确立了一个威权总统制政体。
结论：这场政变不仅是第二共和国在建立自己方面遇到的困难，而且是与在议会中占多数的秩序党长达30个月的冲突，标志着专制波拿巴主义者的胜利。
如果巴黎人民对捍卫剥夺了他们部分政治权利的保守议会反应相对平淡，那么在近30个省的农村地区就不是这样了。
在一些地方，共和党人拿起武器，在首都游行。共和党人（维克托·舍尔歇、维克多·雨果、让·巴蒂斯特·鲍丁……）和无党派秩序党成员（拉科代尔神父、布罗伊公爵）在巴黎或各省领导的抵抗在几天内被军队镇压。
虽然巴黎有数百人死亡，但没有军队对叛乱分子的冲突和即时处决的总体记录。因此，在瓦尔省，装备简陋的共和国纵队轻易就被军队驱散，几天内就有60至90人死亡。
在法国，27000多人被捕并受到指控。这种扎克雷式的抵抗被波拿巴主义宣传和镇压的坚定性视为一种骗局，回顾起来，它使1852年社会战争的神话可信，加剧了加入新政权的大小地主的恐惧，从而为波拿巴主义者和社会干部在未来八年的联盟创造了条件。事实上，通过口碑传播的政府宣传不成比例地放大了一些地方事件：屠杀手无寸铁的宪兵、蓄意强奸。
面对共和国捍卫者所坚持的宪法合法性，波拿巴主义者更倾向于反对普选，这是一种高于宪法的权威，人民的直接信任是合法性的唯一来源。
根据他对人民呼吁的回应，路易·拿破仑恢复了男性普选权，并在12月20日至21日的公民投票中召集法国人批准他的行动和宣布的改革。不到一年后，1852年12月2日，在另一次公民投票后，第二帝国成立，路易·拿破仑·波拿巴成为“拿破仑三世，法国皇帝”。
根据历史学家路易·吉拉尔（Louis Girard）、皮埃尔·米尔扎（Pierre Milza）、伊夫·布吕利（Yves Bruley）、雅克·奥利维耶·布东（Jacques Olivier Boudon）、让·加里格（Jean Garrigues）和埃里克·昂索（Éric Anceau）的说法，在整个第三共和国，政变是共和国史学的一个推杆，并助长了围绕拿破仑三世和第二帝国的黑色传说。

## 第二共和国的体制封锁
七月王朝部分屈服于19世纪最严重的经济危机。第二共和国也无法解决这一问题，在1848年6月面临真正的内战。这场危机剥夺了他最坚定的支持者，首先是共和党人和起事工人，然后在1850年5月，包含所有被排除在选民之外的人。

### 总统与保守国民议会的冲突

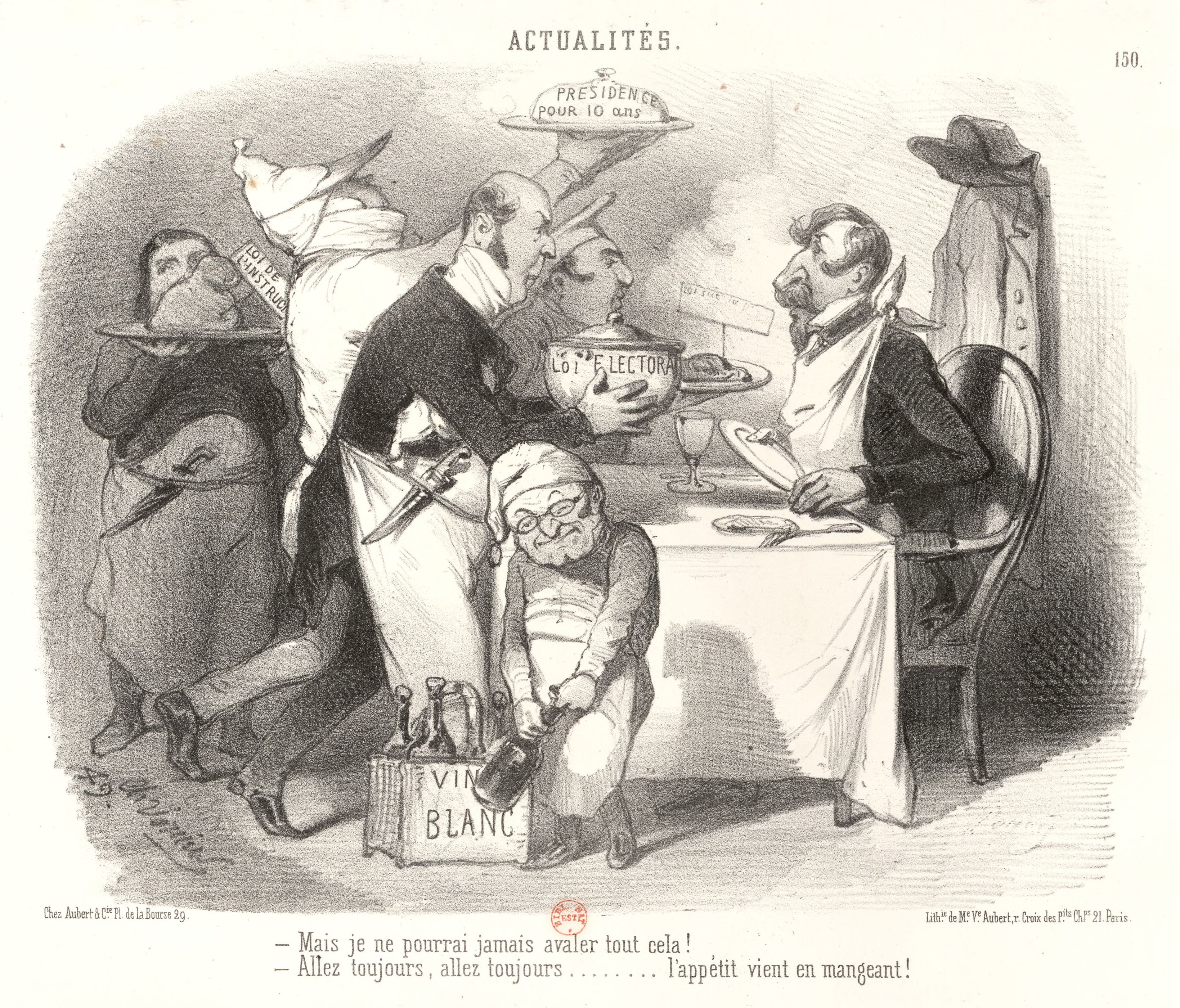
“但我吃不下这么多！”坐在餐桌旁，路易·拿破仑·波拿巴总统被蒙塔朗贝尔、维隆、贝里耶和巴罗什提供的所有菜肴迷住了：法卢（教育）法、“城堡老爷”选举法、新闻法等。在前景中，梯也尔嘲讽地正打开一瓶白葡萄酒。夏尔·维尔涅的漫画，1850年

1848年12月10日，路易·拿破仑·波拿巴以74%的选票当选共和国总统，击败卡芬雅克将军。他是第一位由普选产生的法国国家元首。
即便路易·拿破仑在选举中获得了秩序党人的支持，他在政治上是孤立的，没有议会支持，与法国政治环境格格不入。被共和党人拒绝后，他必须违背自己的意愿组建一个政府，其强人是君主主义者奥迪隆·巴罗和阿尔弗雷德·德·法鲁。但这一妥协并没有阻止他发现自己与国民议会的代表不断发生冲突，国民议会在1849年5月再次成为主要的保守主义者和君主主义者，但同样敌视总统。因此，1849年8月，他支持“意大利自由派”反对恢复教皇世俗权力的专制主义的信得到左翼的支持，但遭到了政府和议会多数的反对。
为了纪念他脱离议会的独立，他于1849年10月成功地组建了一个政治运动政府，由阿尔方斯·多普尔将军领导的执行部。即使政府致力于路易·拿破仑，国民议会也能投票决定政府必须执行的法律。保守党议会利用其主导地位，特别批准了事关教育自由的《法鲁法》，事实上有利于神职人员的影响力。
这一次，在路易·拿破仑·波拿巴的同意下，它还通过了1850年5月31日的选举法，限制了男性普选权。选民人数从900万减少到600万。通过强制选民在本地居满三年，并增加从名单上除名的事项（流浪、因叛乱或破坏公共秩序而被定罪……），新法律清理了三分之一的选民，其中许多是工匠和季节性工人。然而，即使被淘汰的人在很大程度上是“民主社会主义倾向”的选民，也有一些正统主义者或波拿巴主义者，他们是“公民投票民主”的支持者。
对路易·拿破仑来说，这一策略剥夺了共同敌人的法律行动手段。但这种与秩序党成员的妥协不能让他满意，特别是因为普选是其原则之一，新法律将其从选民中除名。如果总统让议员和他的部长来做，这是他向他的一位亲戚解释的政治算计。他的目标是，在适当的时候离开议会，以“人民和普选的拥护者”的身份出现在议会面前。路易·吉拉尔指出，“路易·拿破仑被说服他会以相当大的多数赢得总统选举[…]。在他看来，选举法在任何情况下都是暂时的。1850年夏天，共和党人没有机会进行叛乱或选举。”对于埃里克·昂索来说，没有任何有影响力的候选人，不管是共和党人还是保皇党人，能够在1852年总统选举中击败现任总统。

### 总统的全国巡演

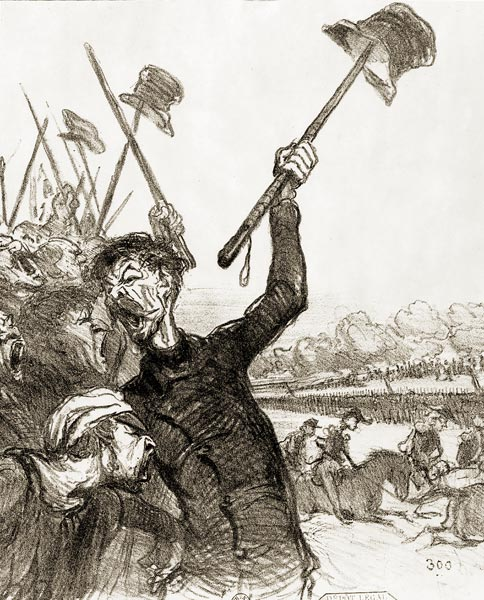
由奥诺雷·杜米埃创作的角色Ratapoil象征着波拿巴主义的粗鲁宣传者，手持铅制手杖，是十二月十日协会的成员。在这幅漫画中，他和他的追随者高喊“皇帝万岁！”在军事检阅中，在棍棒末端挥舞帽子。多米耶的石版画，《喧闹》杂志，1851年7月1日

1850年夏天，路易·拿破仑在法国巡演期间，注意到各省的热潮。在总统访问东部期间，他批评国民议会说：“我最真诚、最忠诚的朋友不在宫殿里，他们在茅草下；他们不是在镀金的镶板下，而是在车间和乡村。”在里昂，在一个不属于他的城市，他宣称“600万张选票的当选者应执行人民的意愿，而不是背叛他们”，这显然是公开否认新选举法的一种方式。
1850年9月，在诺曼底，在一块既得和传统主义者的土地上，总统将自己定位为现有事务的保守派，只要人民愿意让他继续掌权，他就多次暗示未来的政治发展，指的是国民议会表达的愿望，支持宪法修订，以允许总统连任。
根据总统不可连任的宪法原则，路易·拿破仑应于1852年12月合法下台。由于议会选举在同一年举行，议会原则上投票决定在同一天举行两次选举，即1852年春天，即总统任期理论结束前7个月。

### 修宪的尝试
1850年，应奥普尔政府的要求，三分之二的省议会决定修订1848年宪法，允许共和国总统连任。1851年初，除共和党人外，整个政治阶层都接受了宪法修正案的想法，删除了不可连任条款，路易·拿破仑非法竞选并赢得多数普选的风险是现实的。
为了宪法改革，总统得到了奥迪隆·巴罗、蒙塔朗贝尔伯爵和托克维尔的支持。因此，1851年上半年致力于提出宪法改革，使他有资格连任，任期从4年延长到10年，但在这一宪法修订请求中，王子总统补充说，1850年5月31日废除普选的选举法已经废除。在这一点上，抵制的人更多，甚至在由150名议员组成的爱丽舍宫党内部也表达了反对意见。

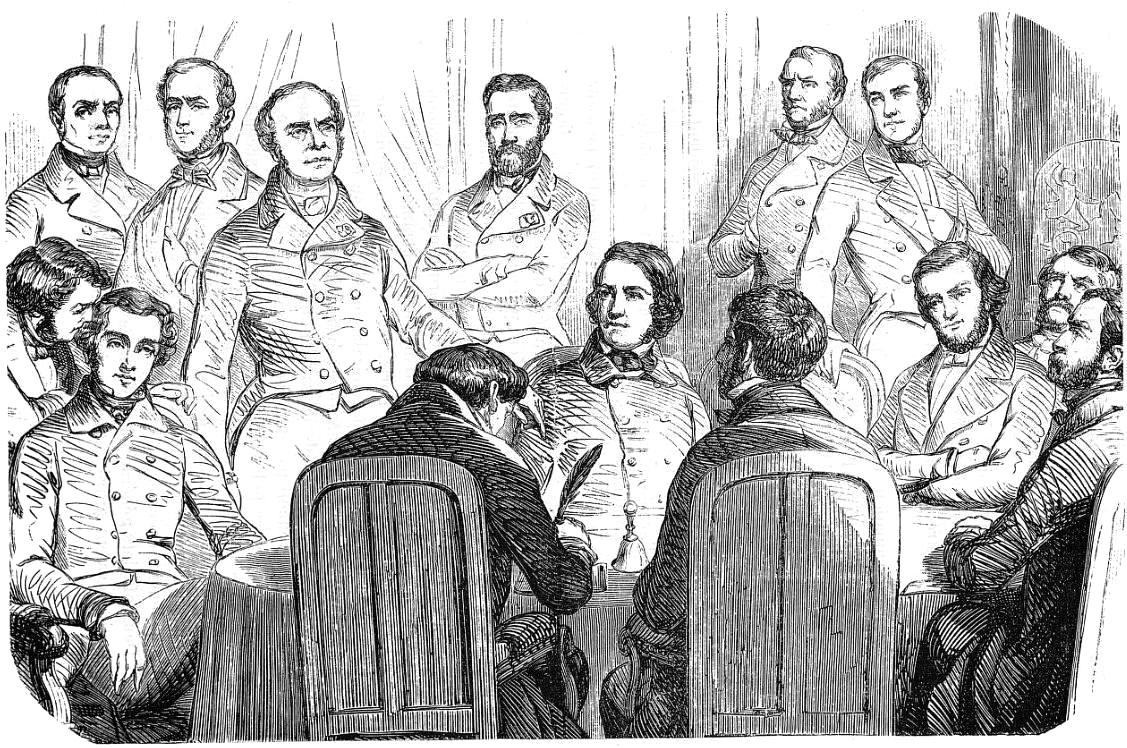
国民议会宪法修订委员会（《画报》，1851年6月）

1851年4月11日，由莱昂·福谢尔（Léon Faucher）领导的新部长团队成立，以争取保守党的选票，但失败了，福谢尔本人也反对废除选举法，这是他一年前捍卫的文本。1851年5月31日，在全国范围内收集了1456577个签名（主要来自巴黎盆地、 阿基坦和北部）的大规模请愿活动之后，布罗伊公爵向议会提交了一项由233名代表支持的法案，以修订宪法，从而使共和国总统有资格连任。在各省，路易·拿破仑以宣言和呼吁人民的形式发表演讲。他特别攻击“立法议会的惰性”，并宣布自己“由法国支配”。如果三分之二的省议员选择支持他的事业，梯也尔和尚加尔涅的奥尔良派将与左翼“议会山岳派”的公开部分结盟反对。
1851年7月21日，经过一个月的辩论，国民议会就宪法改革发表了意见。尽管获得446票赞成（包括托克维尔）对278票的相对多数票，但宪法修正案没有获得通过，因为它没有获得超过四分之三的代表票，这是宪法要求的门槛。他错失一百多张支持修宪的票，包括夏尔·德·雷米萨（Charles de Rémusat）和阿道夫·梯也尔（Adolphe Thiers）等顽固的奥尔良派。
历史学家路易·吉拉尔指出，“路易·拿破仑更倾向于合法延长其权力……但由于法律解决方案不可能，他采取政变解决了这一问题。”

## 政变的准备

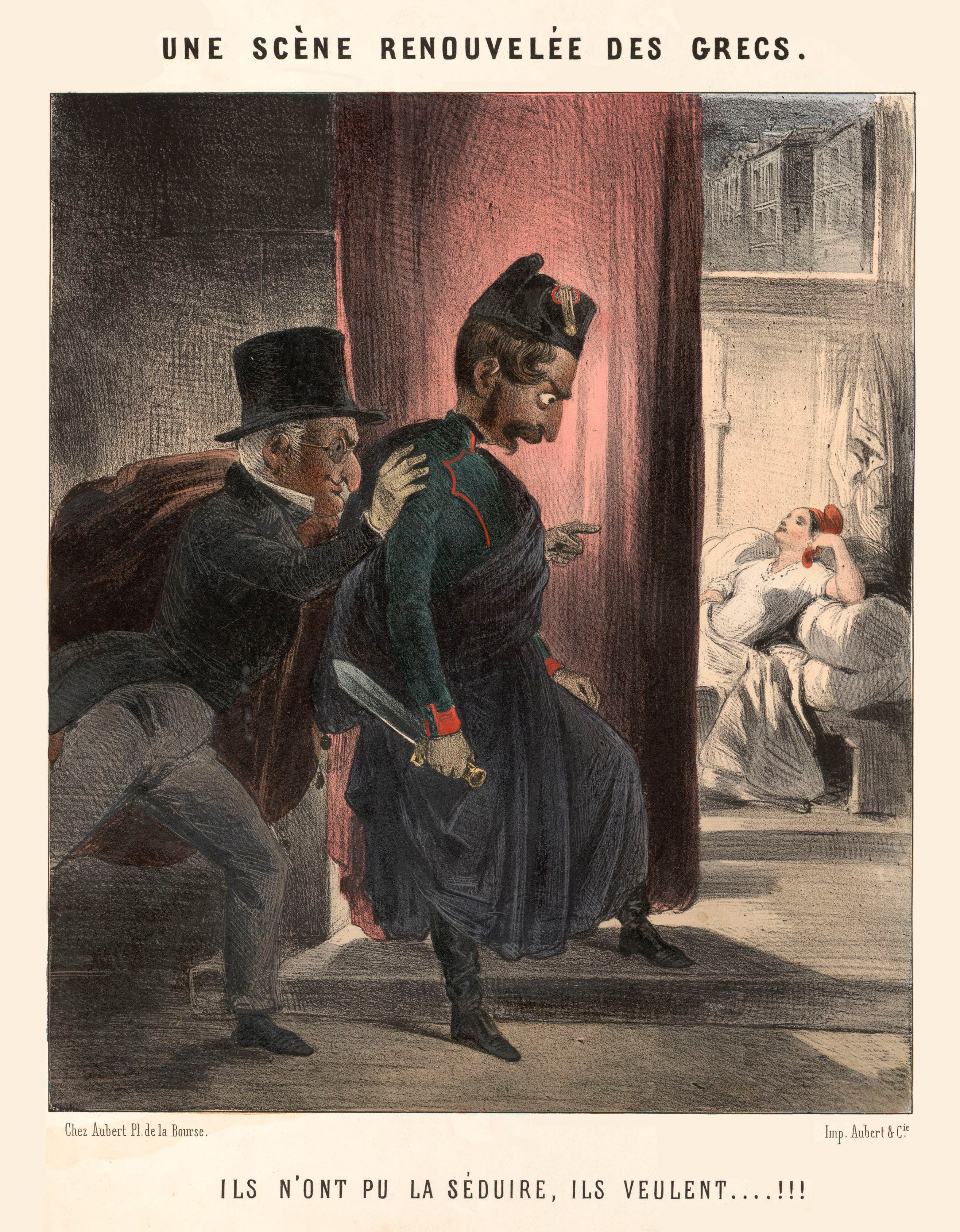
根据盖兰的画作《希腊人的一个新场景》改绘，克吕泰涅斯特拉在刺杀睡着的阿伽门农前犹豫不决（原画作于1817年）。描述秩序党和总统亲王策划政变的早期谣言漫画：梯也尔煽动波拿巴“暗杀”共和国，因为他无法诱惑共和国 (Note: 梯也尔对应埃癸斯托斯、路易·波拿巴对应克吕泰涅斯特拉，共和国对应阿伽门农。)。事实上，政变将使议会多数派措手不及（彩色石版画，没有日期）

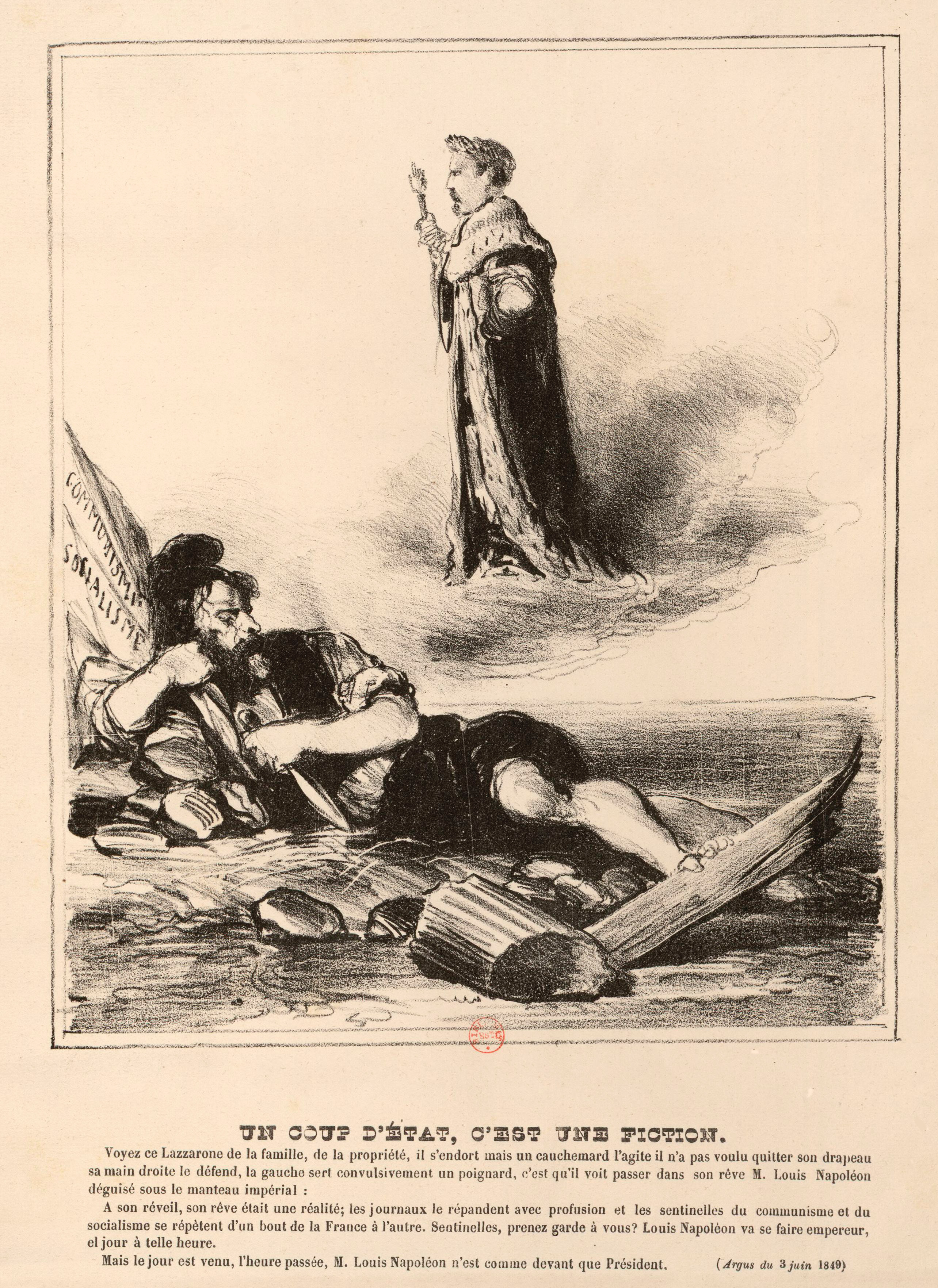
政变，是虚构出来的。1849年讽刺“红色”共和派的漫画

1848年路易·拿破仑·波拿巴当选共和国总统后，有关政变的谣言开始流传，以纪念他伯父犯下的雾月政变。1851年初，议会或路易·拿破仑煽动政变的谣言再次传播，但正是在宪法修订失败的情况下，公众才意识到将从爱丽舍宫发动武力尝试的确定性。
该阴谋于1851年8月20日在圣克卢精心策划。发起人很少，聚集在路易·拿破仑同母异父兄弟夏尔·德·莫尔尼周围。其中包括路易·拿破仑的忠实追随者维克多·德·佩西尼（Victor de Persigny）、欧仁·鲁埃（Eugène Rouher）、埃米尔·弗勒里（Émile Fleury）、巴黎警察局长皮埃尔·卡里耶（Pierre Carlier）、圣阿尔诺将军（Général de Saint Arnaud）和巴黎广场指挥官马尼昂将军，以及一些不知道细节的亲属，只有不到10人知道。
然而，某些条款暴露了阴谋家的弱点：因此，尽管莫帕并不完全信任共和国卫队，但他选择他们来守卫警察局，因为它在街垒战斗中的经验和利害关系的重要性。
最初设想的日期是9月17日或22日（议会正在休假），但由于圣阿尔诺的暂时失败和卡里耶的轻率行为，该项目被推迟。政变也不可能在议会休会期间发生，因为省议员有机会组织抵抗。路易·拿破仑借此机会试图再次从国民议会获得普选权，并废除1850年5月31日的选举法，这也将使他更容易达到200万张选票的最低门槛，从而能够再次当选。这一策略注定会失败，但在政治上是必要的。拒绝支持总统倡议的莱昂·福谢尔于10月12日辞职，随后其他政府部长也辞职。
10月27日成立了一个新内阁，由3名议会代表和被任命为战争部长的圣阿尔诺将军组成。1851年11月1日，后者通过一份要求“保护社会”的通告，提醒士兵“被动服从”其他亲属被安置在关键岗位：马尼昂将军被任命为巴黎军队指挥官；上加龙省省长莫帕被提升为巴黎警察局长，取代卡里耶。与此同时，1851年11月4日，废除《选举法》的提案提交议会。11月12日，它再次以355票对348票被否决，仅取得7票的多数。
当代表们要求弹劾共和国总统时，梯也尔和他的盟友试图重新启动一项过时的制宪法令，该法令赋予国民议会主席直接请求军队的权利，而无需向战争部长提出申请。对路易·拿破仑来说，这是一次宣战，并立即制定了一项行动计划，以在通过此类法律的情况下使议会处于围困状态，特别是因为阴谋家知道右翼代表正在准备逮捕总统。11月17日，它最终以408票（大多数共和党人、波拿巴主义者和许多保皇党人）对338票（大多数奥尔良派和正统派）被否决。
路易·拿破仑再次将政变日期从11月20日推迟到25日，并将其定为12月2日，即1804年拿破仑加冕和1805年奥斯特利茨胜利的周年纪念日。该行动被命名为卢比孔，暗指尤利乌斯·凯撒。
马尼昂召集了他指挥下的将军，并要求他们做好准备。国民自卫军是巴黎唯一有能力反抗的武装部队，却采取中立态度；最后，总统和莫尔尼的情妇（霍华德小姐和范妮·勒翁）以及银行家预付了行动所需的黄金，这防止了阴谋家洗劫法兰西银行的金库。

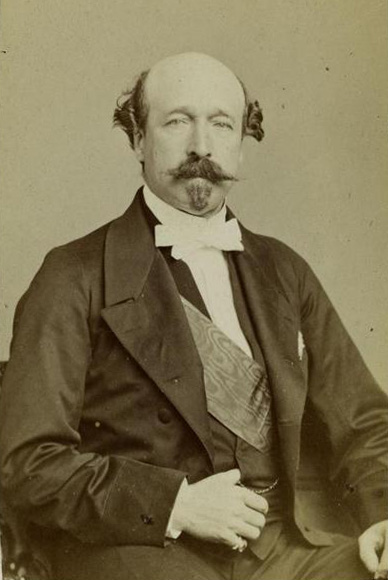
政策主要策划者：夏尔·德·莫尔尼，路易·拿破仑异父弟

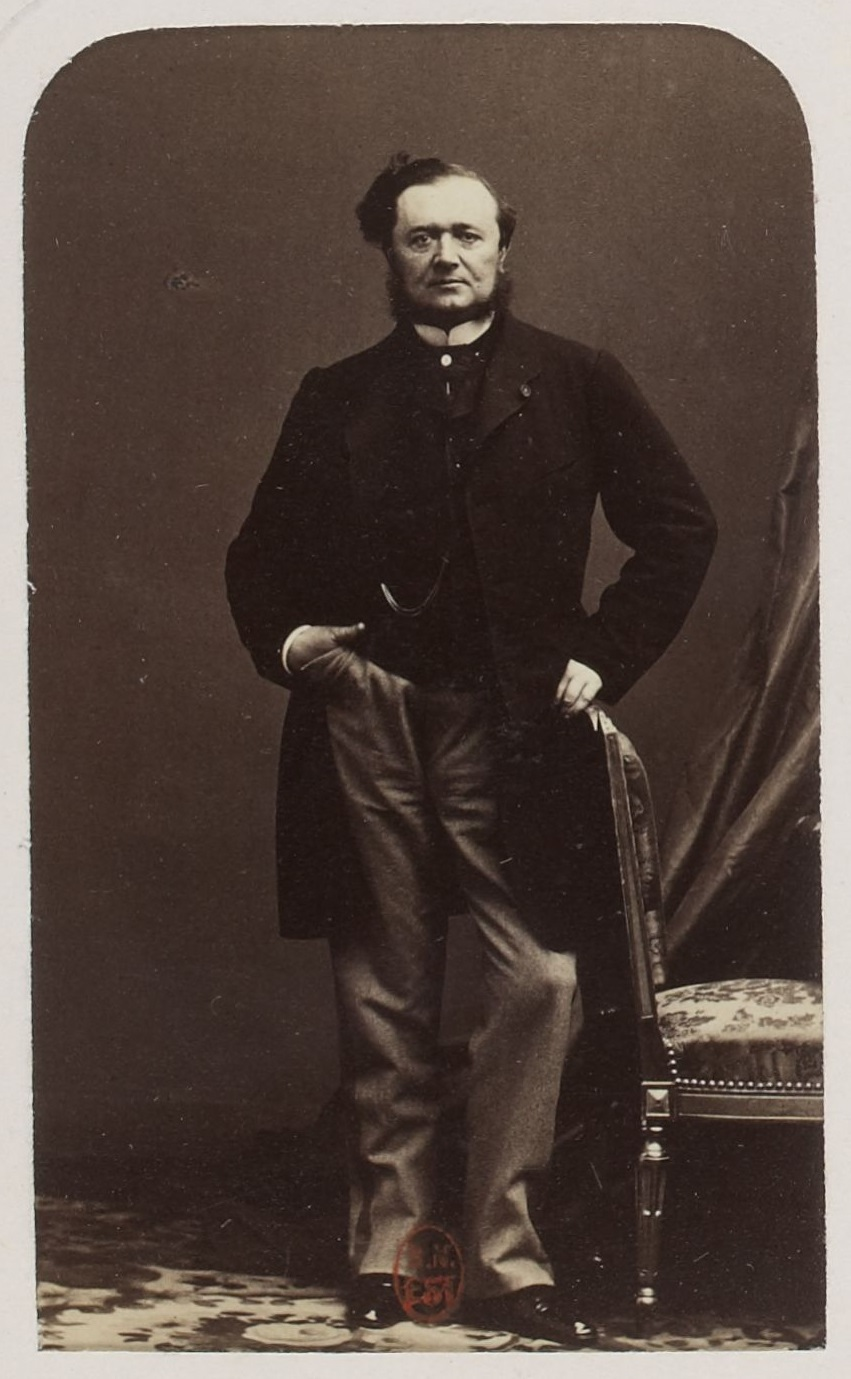
政变参与者：沙勒马涅·德·莫帕，巴黎警察局长

## 政变过程

### 巴黎的行动

#### 12月1日夜晚
12月1日夜间至2日凌晨，圣阿尔诺的军队占领了巴黎的所有战略要地，从香榭丽舍大街到杜伊勒里宫。六万人在一百多门大炮的支持下占领了首都。路易·拿破仑占领了包括国家印刷厂在内的所有印刷厂，而只有支持爱丽舍宫的报纸才能继续出版。咖啡馆（政治讨论场所）和马厩（人们可以在那里租马逃离巴黎）被强制关闭。莫帕让警察局长“控制”反对派领导人，无论是共和党人还是君主主义者；只有一人抗拒，被拘捕。

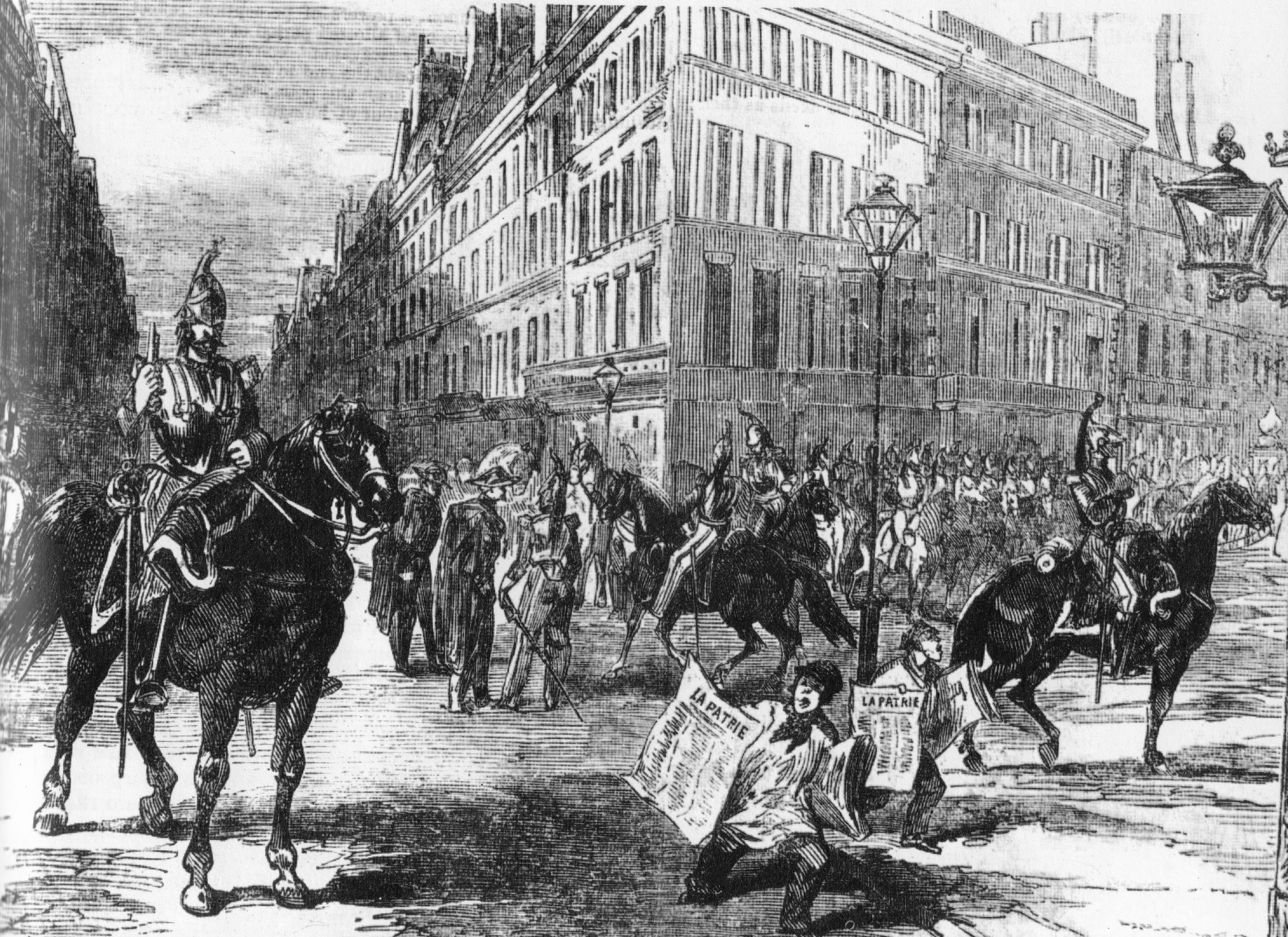
1851年12月2日，巴黎街头的骑兵。他们的军官戴着双角帽与街上的中士进行交流，而两名报童正在出售波拿巴派日报《祖国报》，这是一份特别未被禁止的印刷品。出自《伦敦新闻画报》刊登的版画

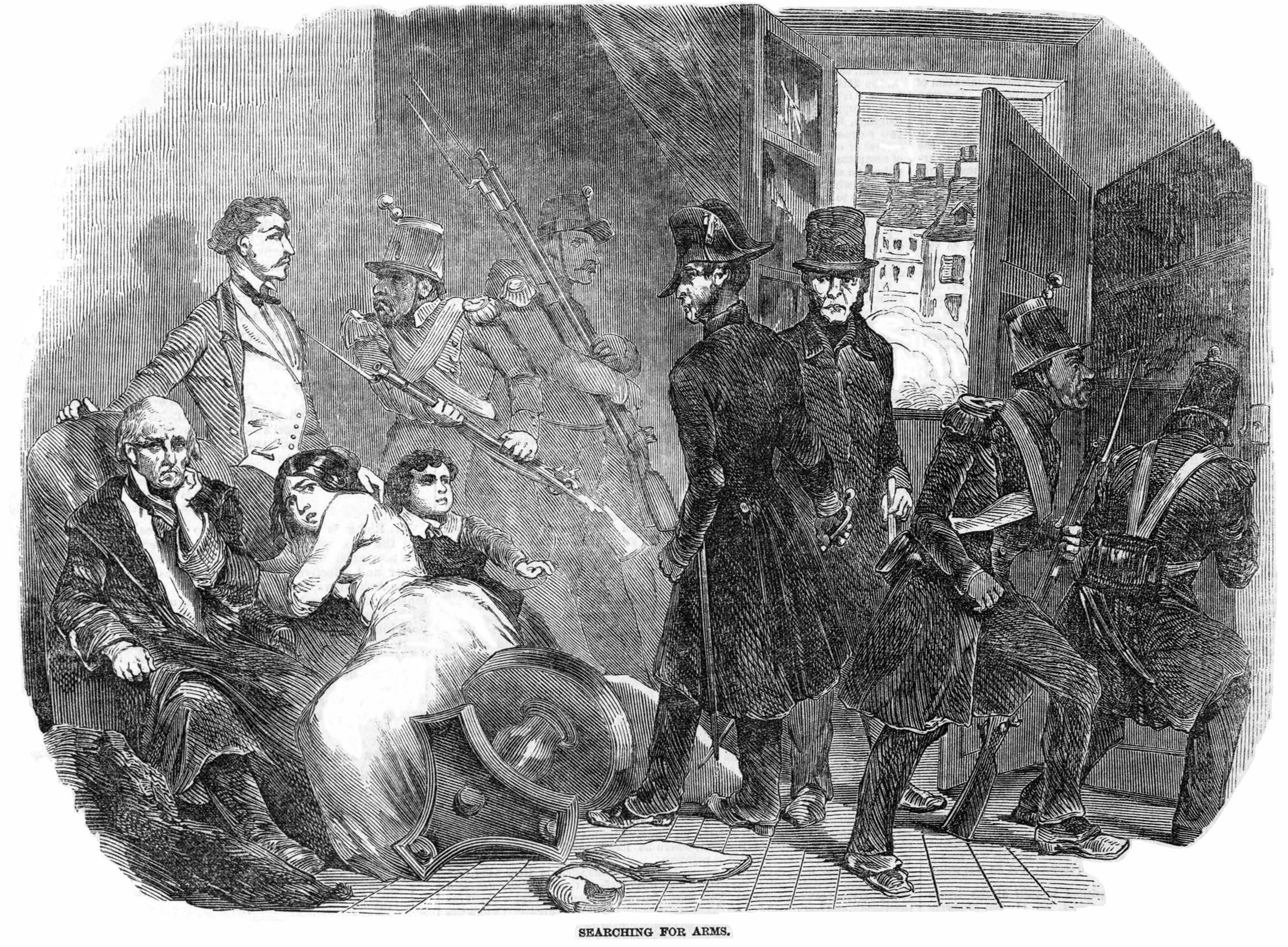
一名身穿双角帽的警察、一名便衣警察和士兵在私人住宅中寻找武器。摘自《伦敦新闻画报》刊登的版画

早间6点，总统就在巴黎的墙上贴上了他的公告文本：一份是针对法国人的“人民呼吁”，另一份是针对军队的公告。它颁布法令，宣布进入围城状态，解散国民议会，恢复普选，召集法国人民参加选举，并制定新宪法。他对人民的呼吁宣布他打算恢复“由第一执政官建立的制度”。

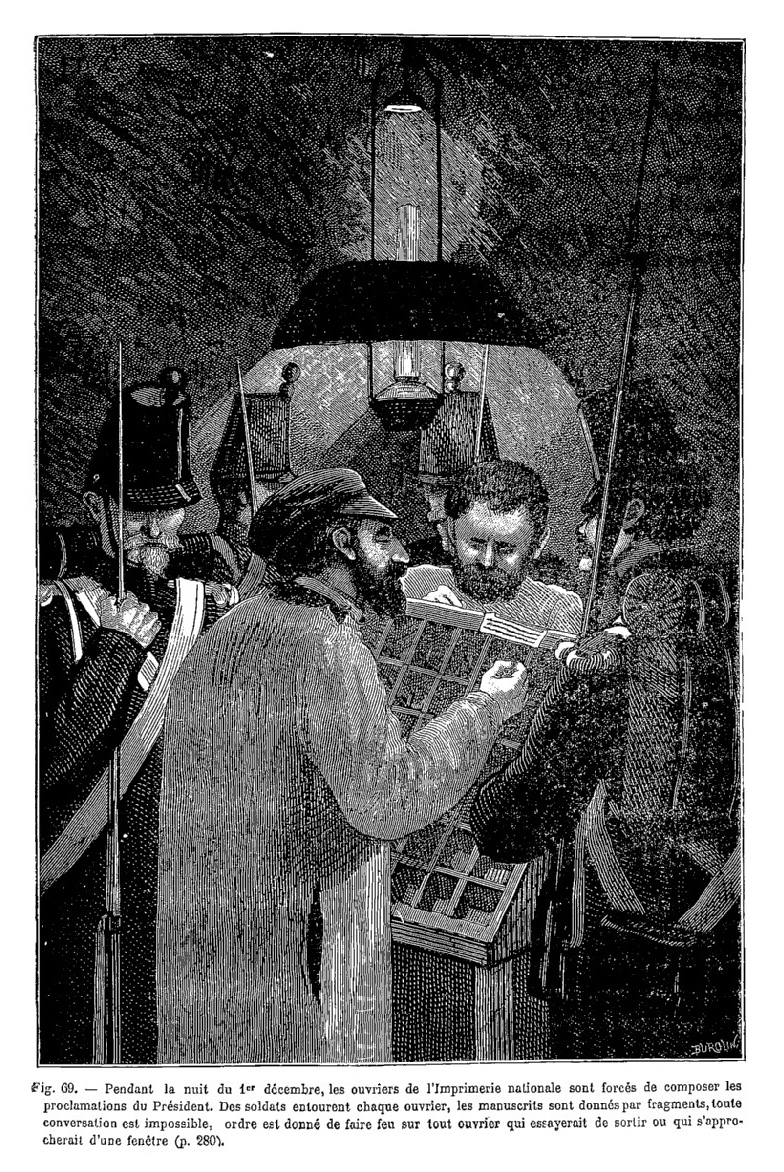
在军队的监督下，在国家印刷厂印刷政变公告。摘自共和派塔克西勒·德洛尔（Taxile Delord）的作品《第二帝国插图史》，巴黎拜里埃尔印刷厂，1880年

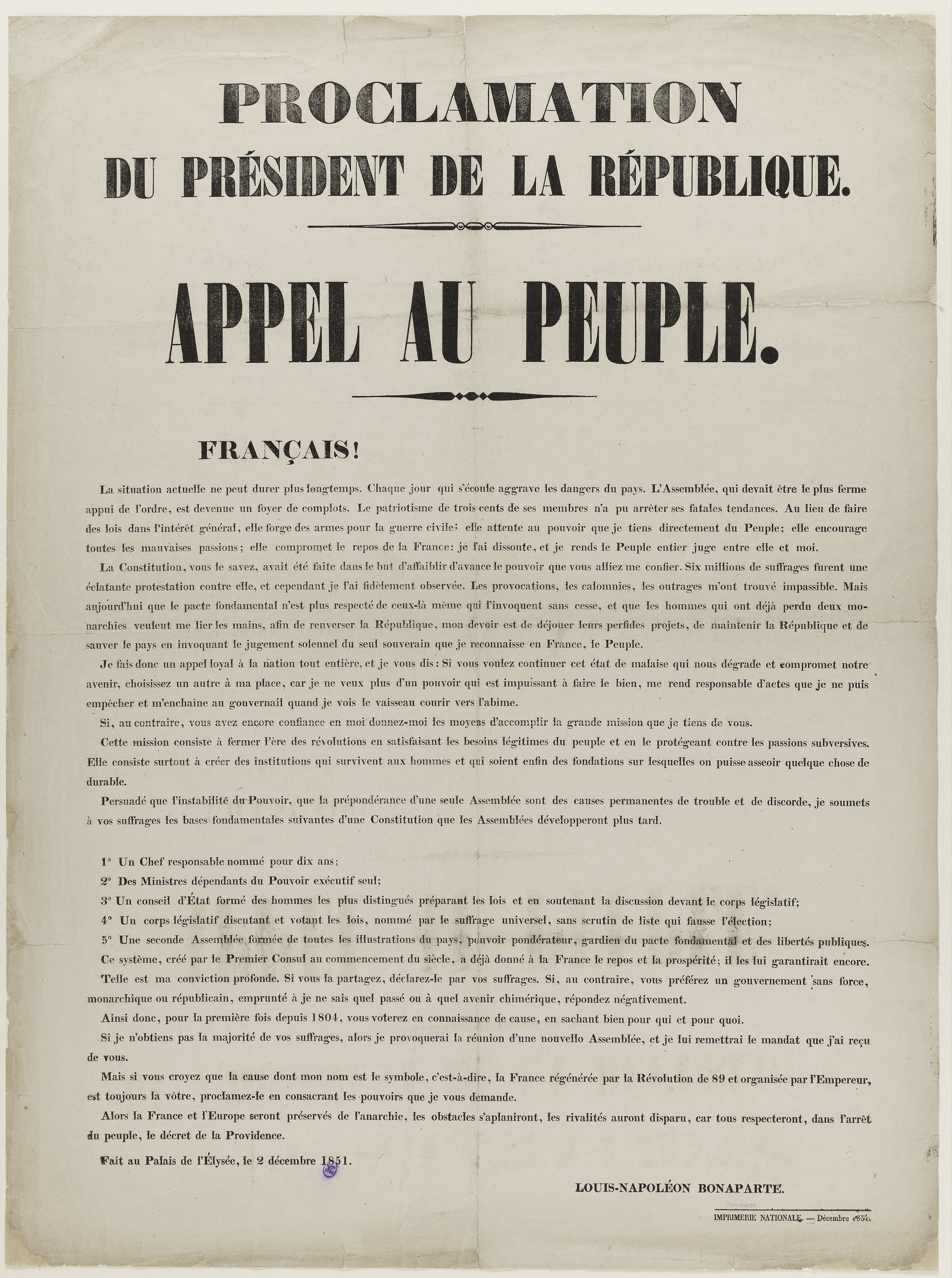
1851年12月2日，首都墙上张贴了“对人民的呼吁”海报

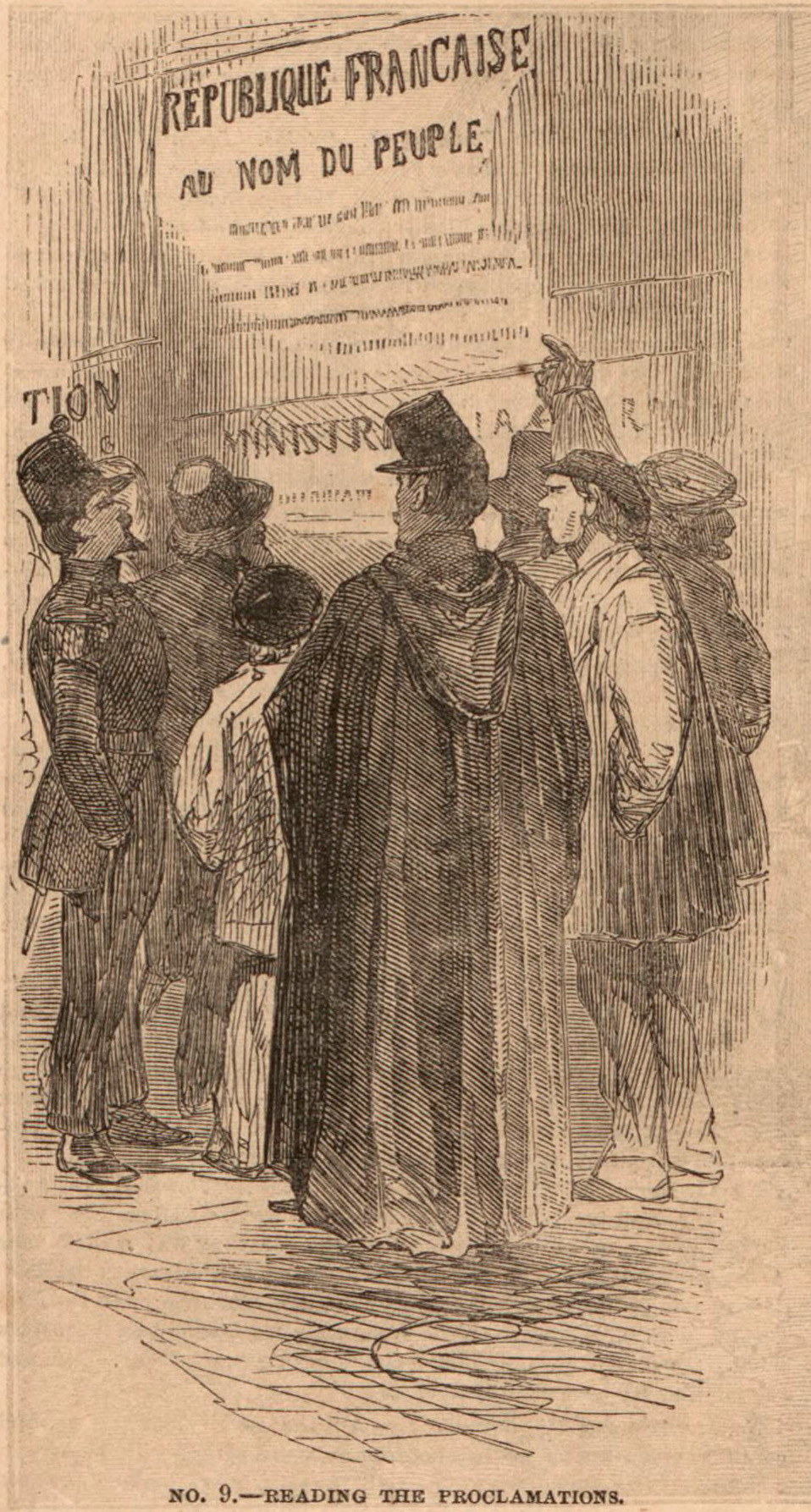
巴黎人阅读总统呼吁海报（《伦敦新闻画报》，1851年）

#### 12月2日

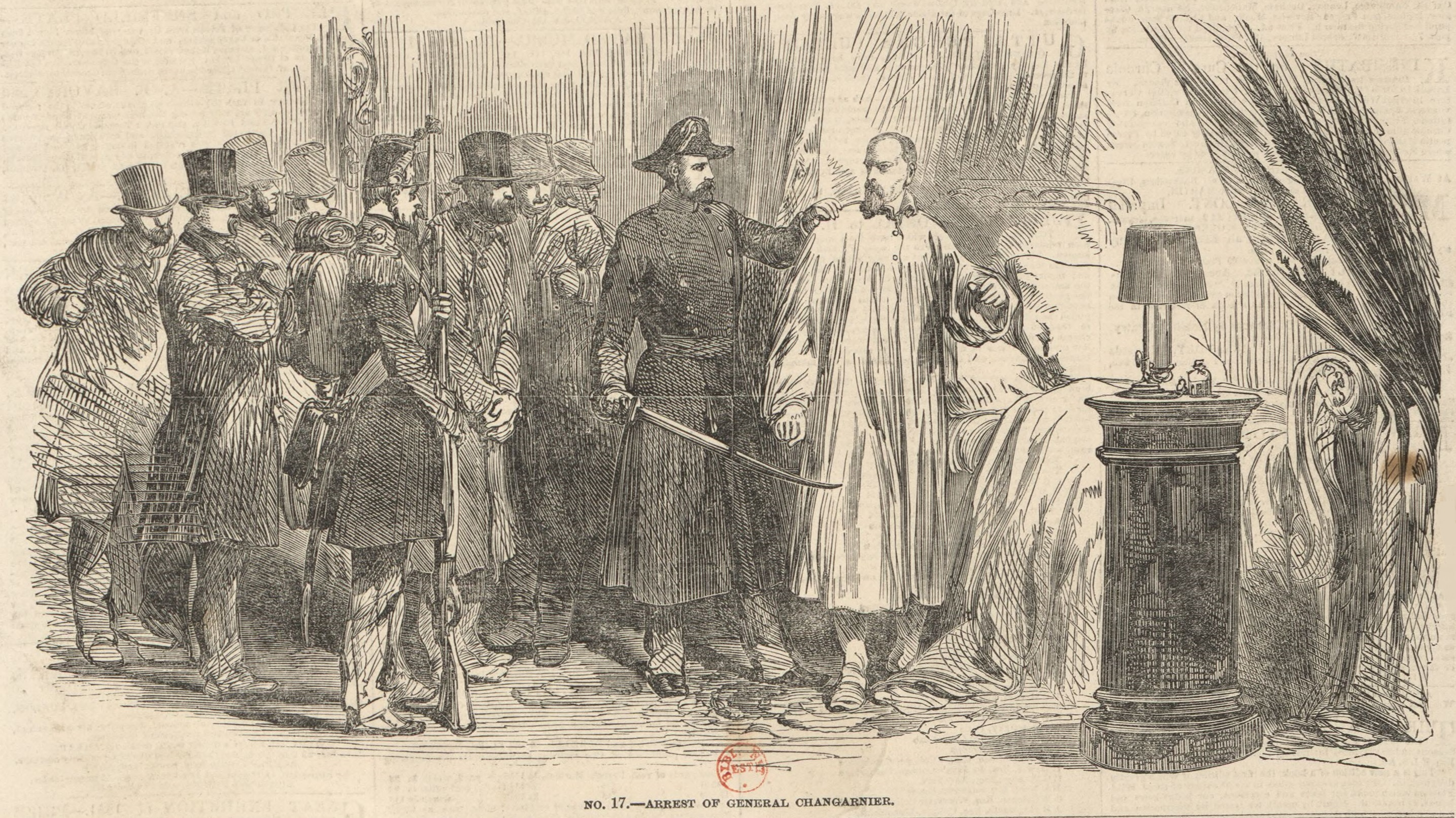
12月2日上午，穿着夜衣的尚加尔涅将军在床边被捕。出自《伦敦新闻画报》刊登的版画

12月2日晚，莫帕单独接见了48名警察局长，并向他们发送了逮捕反对派领导人的指示，并指控他们共谋。47人表示接受，剩余一人拒绝而被逮捕。第一批78名被捕者主要是“极左翼共和派”武装分子，但也有14名民选官员，包括尼古拉·尚加尔涅、卡芬雅克、拉莫里西埃等军人、阿道夫·梯也尔等保皇党人以及马丁·纳多和儒勒·米奥等一些山岳党人。印刷厂被占领，共和派的报社也被占领，以阻止它们出版。

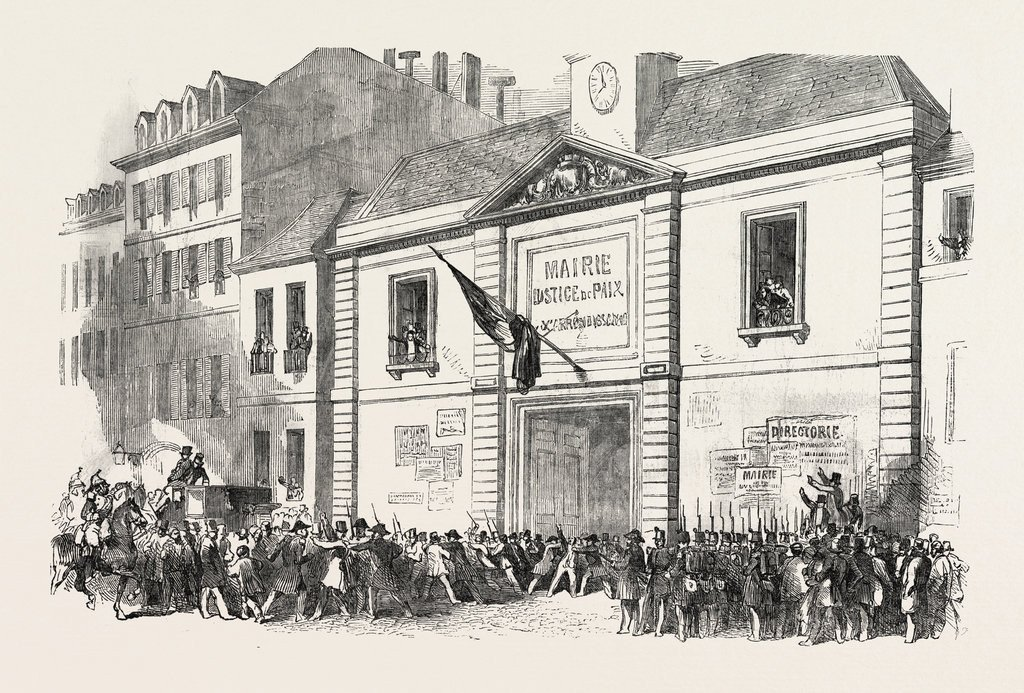
右翼议员皮埃尔-安托万·贝里耶在旧巴黎第十区市政厅的窗户前

由于议会席位被军队占据，大约300名议员（议会750名议员中减去已经被捕的16名议员），主要来自秩序党，在（旧）第十区的市政厅避难。根据《宪法》第36条和第68条，根据该条，“总统解散国民议会的任何措施……都是叛国罪。仅凭这一事实，总统就被免职；公民有义务拒绝服从他；“行政权力自动转移到国民议会”，代表们一致投票罢免和弹劾路易·拿破仑，特别是雷米萨、萨尔蒙或托克维尔等自由主义者，以及帕斯卡尔·迪普拉等温和派共和党人。国民自卫军的指挥权交给了乌迪诺将军。他们立即被捕，没有呼吁人民动员起来反抗。
然而，巴黎工人仍然抱有希望，对议会成员组成和1848年6月起义的结局让他们对濒死的共和国普遍持怀疑态度。就高等法院的法官而言，他们发现自己无法履行职责，因为司法宫被军队占领。12月2日晚上，这场胜利似乎已被阴谋家拿下，没有流血事件。

#### 12月3日

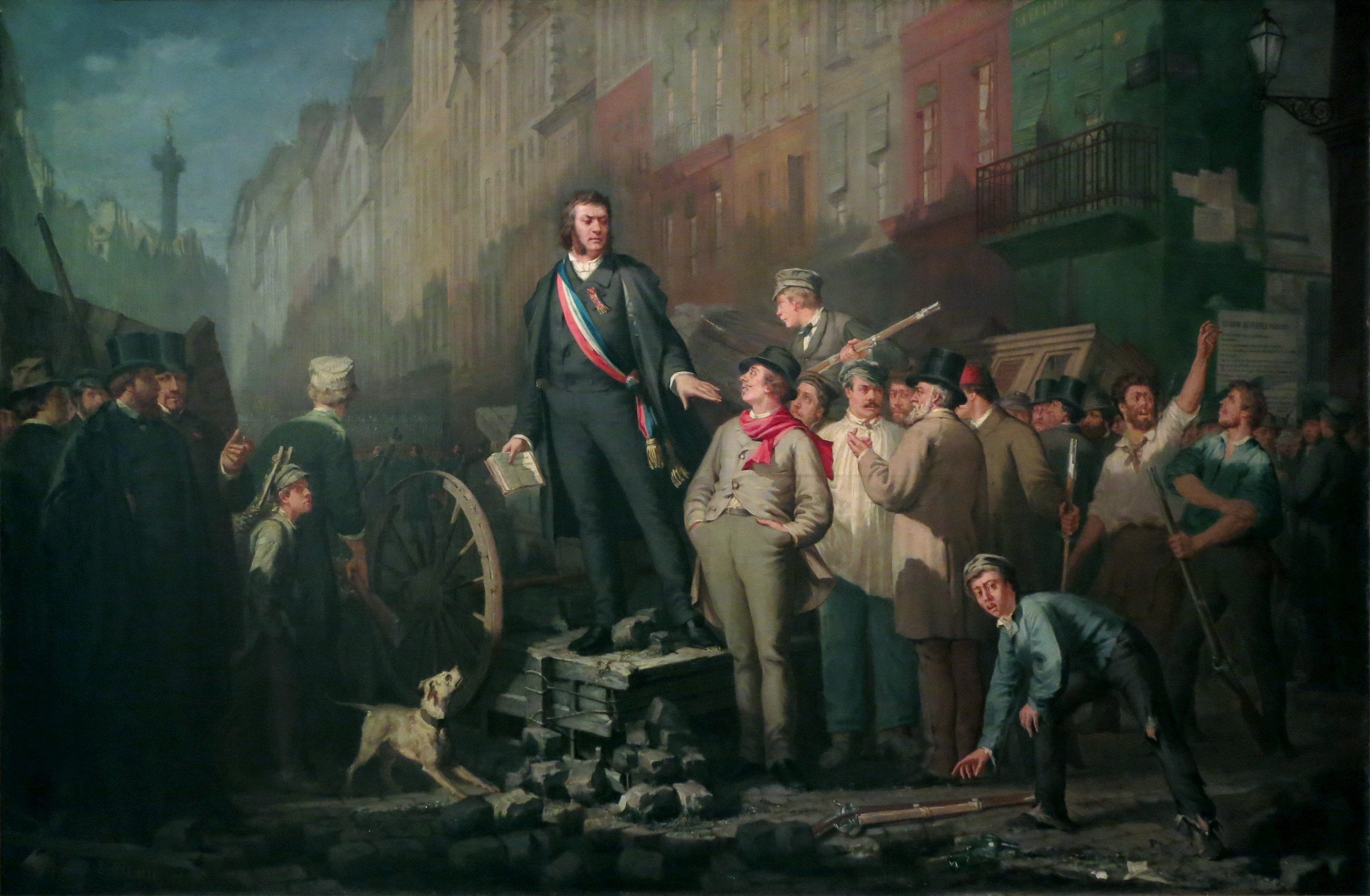
站在圣安托万街区路障上的阿尔方斯·鲍丹（1811-1851），1851年12月3日，埃内斯特·皮希奥画作，藏于卡纳瓦莱博物馆

第一个难题出现在12月3日。首先，计划成立一个由80名知名人士组成的协商会议，以确保国民议会和未来立法机构选举之间的过渡。然而，由于这些知名人士都没有被告知她在名单上，一些人拒绝参加。
另一方面，大约60名山岳派和共和派议员发起了武装抵抗的呼吁，他们组成了一个抵抗委员会（包括维克多·雨果、维克托·舍尔歇和卡尔诺），呼吁人民反对路易·拿破仑“违反宪法”和“将自己置于法律之外”。他们提到《宪法》第68条和第110条。他们决定尝试加固巴黎东部的工人阶级社区，并在第二天设置路障。然而，12月3日，只有大约20名国家代表在首都共和派据点竖立的大约70个路障上会面。其中包括维克托·舍尔歇、维克多·雨果和副总统阿尔方斯·鲍丹，他在圣安托万郊区把守路障时被士兵开枪打死。许多叛乱分子被枪杀。画家保罗·于埃（Paul Huet）也在路障和示威游行中。他在圣普莱西德街受到虐待，几乎被一个认为自己被背叛的巴黎人枪杀。他在中谢尔什街55号的家中担任革命专员。
由于莫帕有所担心，他写信给夏尔·德·莫尔尼：“我不相信大众的同情与我们同在。我们在任何地方都找不到热情。[……]好的一面是，军队似乎决心无畏地行动。”莫尔尼确信，叛乱分子的数量无法与荣耀的三日或1848年6月的叛乱分子数量相媲美。因此，他建议让叛乱分子暴露自身并定居下来，以清除任何抵抗。
12月3日晚，圣阿尔诺将军发布了一项法令，规定“任何被抓获建造或保卫路障或手持武器的人都将被枪决”。三名学生被捕，他们携带反对政变的公告：他们被枪杀后尸体被扔进塞纳河。马尼昂下令立即枪杀所有囚犯，但这一指示没有得到一致执行。

#### 12月4日-5日
12月3日晚，约有30000名士兵部署在巴黎叛乱分子控制的地区，主要是林荫大道和塞纳河之间的地区，以及卢森堡公园和圣女日南斐法山。

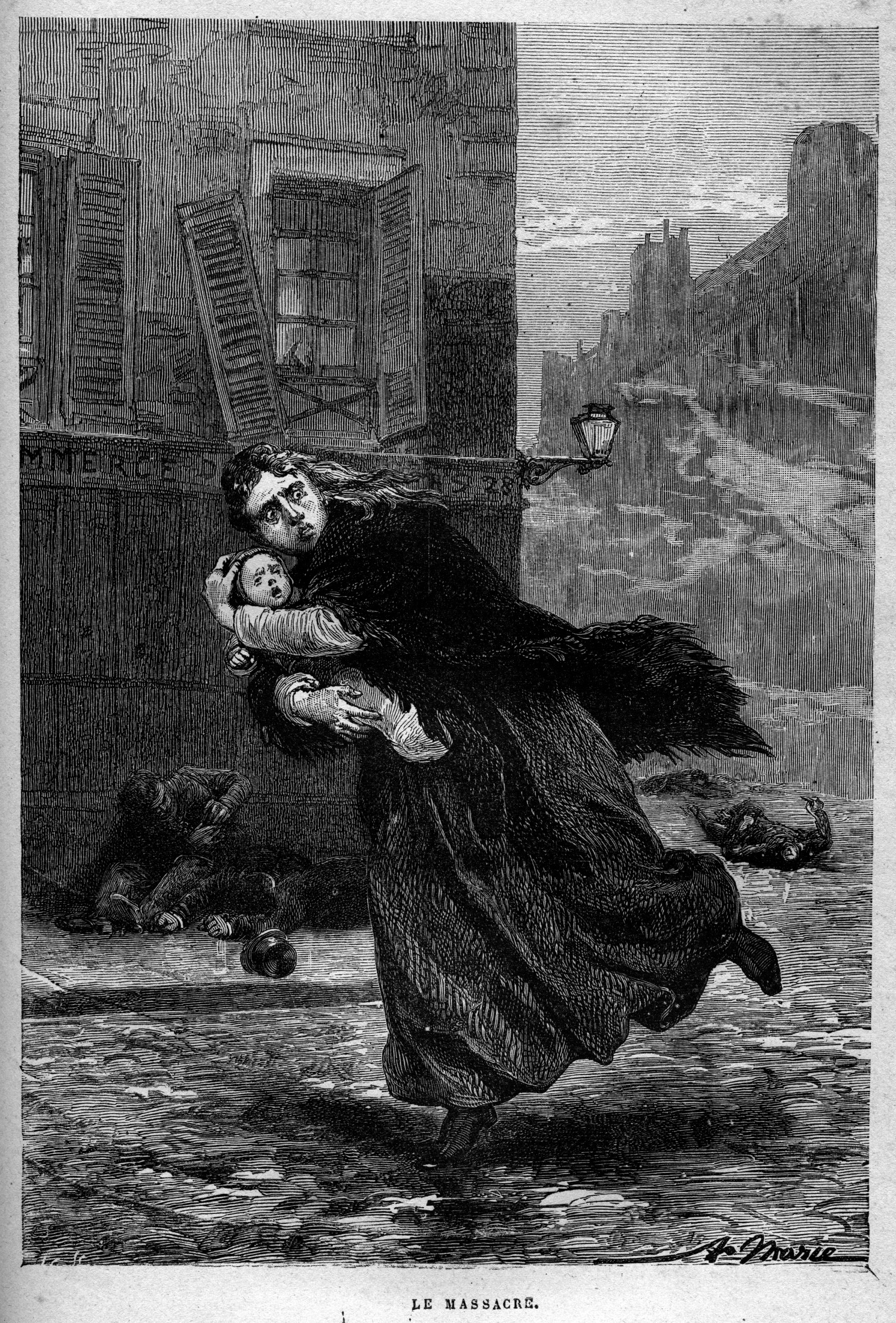
大屠杀。阿德里安·玛丽（Adrien Marie）雕刻维克多·雨果的《罪恶史》（欧仁·于格出版社，1879年）

1851年12月4日下午，在蒙马特大道和普瓦松尼埃尔大道上，众人聚集在一起，与一群好奇的抗议者混在一起。年轻的资产阶级坐在咖啡馆的露台上或聚集在人行道上，大声喊道：“宪法万岁！国民议会万岁！”康罗贝尔师的士兵“对这种敌对或顽皮的态度感到愤怒”。在这种情况下，“在没有接到命令的情况下，以零星射击为借口”，士兵们在惊慌失措中开火，并“在混乱中”使用大炮。然后拿着刺刀搜查房屋。屠杀造成100至300人死亡，包括妇女和儿童，数百人受伤。
叛乱分子不超过一千到一千二百人（根据维吉耶的说法），几千人（根据昂索的说法），不超过1500人（根据吉拉尔和米尔扎的说法）；从12月4日晚上开始，巴黎对政变的抵抗被粉碎，而该市则感受到恐惧。

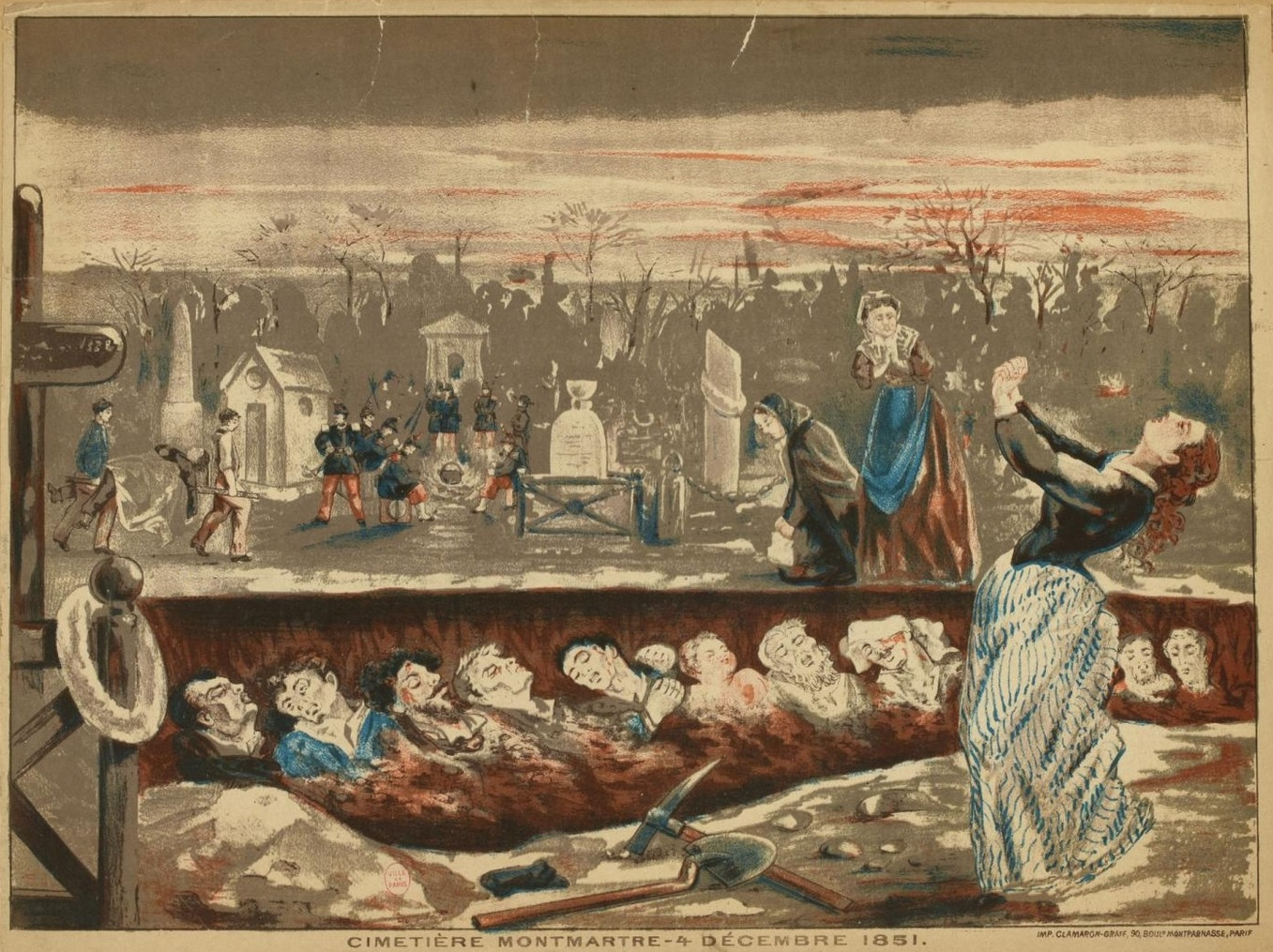
1851年12月4日，受害者被埋葬在蒙马特公墓的一个乱葬坑中。匿名版画，收藏于卡纳瓦莱博物馆，1851年

巴黎这几日的死亡人数为300至400人，不包括士兵。其中三分之二是工人，但并非所有人都是叛乱分子。在被害者中，还有许多无辜和好奇的人，诸如在林荫大道上的康罗贝尔师的受害者。然而，死亡人数与1848年6月的5000人相去甚远。维克多·雨果声称，1200名巴黎人在林荫大道上被杀，但没有具体说明他的消息来源，历史学家路易·吉拉尔和皮埃尔·米尔扎对他对事件的描述提出了质疑，他们认为他对林荫大道枪击案的说法不可信，是“妖魔化的意志”。为了回应《泰晤士报》1852年8月28日的估计，其中提到有1200人死伤，1852年9月30日，《箴言报》（官方公报的前身）公布了巴黎380名受害者的整体数字。作家吕克·威莱特（Luc Willette）认为，他引用的《泰晤士报》对10000人死亡的估计“肯定被夸大”，并提到整个法国有1000人死亡。根据拿破仑基金会的数据，政变和镇压期间的死亡人数不超过600人，其中大部分在林荫大道上，26名士兵死亡，184人受伤。
作为一个整体，工作界仍然被动，没有参与战斗，允许“总统和议会之间的账目结算”。对马克思本人来说，“国民议会的专政迫在眉睫”，他的多数派像少数派一样几乎不尊重宪法，只想到政变和叛乱。巴黎现在处于军事控制之下，尽管有一些零星的行动。包括雨果在内支撑的最后一个路障直到12月5日才倒塌。
12月4日，确保解散议会与未来立法机构之间过渡的协商委员会成立，共有178名成员。

### 外省的抵抗

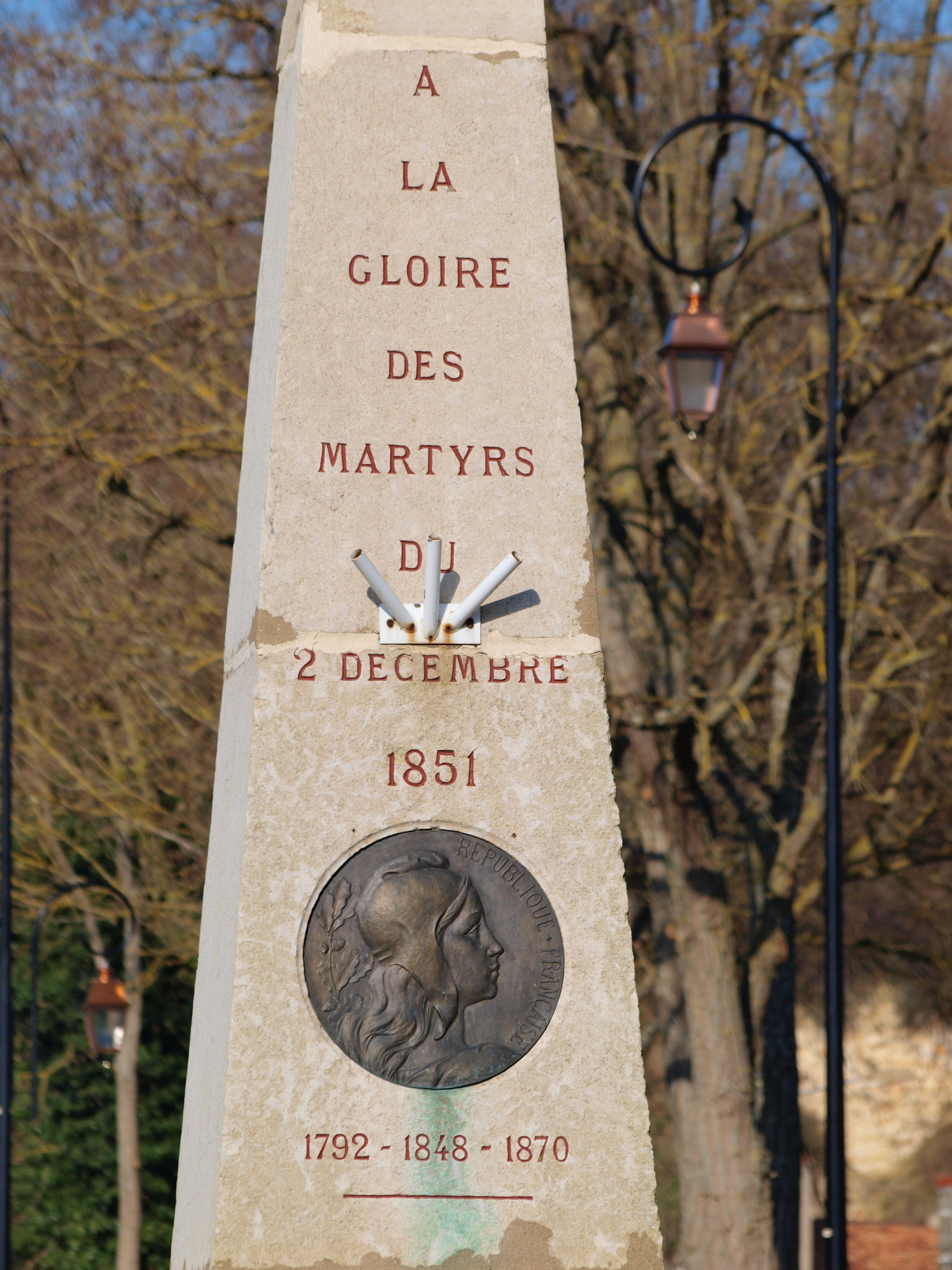
1851年12月2日政变烈士纪念碑，位于卢瓦尔河畔讷维

政变的消息逐渐在法国各地传播，有时在大城市自发示威；然而，除了少数例外，没有组织性的反应。里昂对巴黎以红色和抗拒著称，但毫无疑问，这也是由于卡斯特拉内将军采取的军事措施，军队几乎没有困难驱散了马赛、里尔、波尔多、图卢兹、斯特拉斯堡、第戎等地示威的数百名抗议者。1851年或政变前几周的逮捕也阻止了动员工人阶级的环境（例如，12月2日在巴黎入狱的普鲁东；在南特附近的安德尔逮捕工人领袖；里昂审判，在东南部几个省的斩首行动等）。
根据《宪法》第68条，一些市议会宣布路易·拿破仑·波拿巴下台，并引发了许多叛乱，特别是在东南部，以“保卫共和国”。在出现抵抗的省，都属于一种“纯粹自发的抵抗，没有任何总体计划”。总的来说，整个法国可能有近10万名叛乱分子。省中的大部分地区，即在1849年前一次选举中支持秩序党的地区（主要位于西部、北部和东北部）没有反应，大多数地方精英接受政变，在其他地方，冷漠态度是常见的。
在东南部，以及西南部和中部的一些省（克拉姆西、米朗德、贝达里约、勒东容、米约），主要的共和派抵抗正在显现。12月5日，东南部爆发了叛乱：欧普斯、莱梅、阿普特、迪涅莱班、马诺斯克、巴瑟洛内特等。

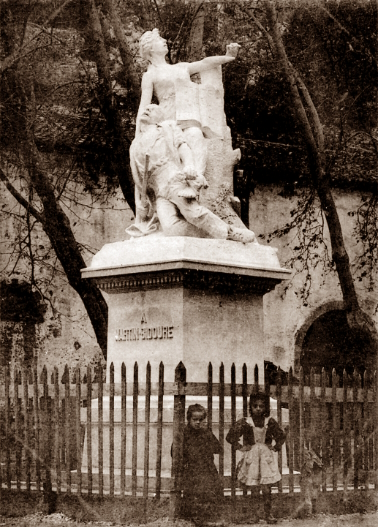
巴尔若勒鲁圭埃尔广场上的马丁·比杜雷纪念碑

在迪涅，驻军于12月7日投降，共和派控制了省会，这是法国唯一一个落入共和派手中的省会。该市将于12月13日恢复。1851年12月7日，下阿尔卑斯省由“抵抗委员会”管理。但军队团结起来支持总统，克服了这些阻力-这是因为波拿巴派省长有电报通讯，而共和派没有通讯手段。邻近的瓦尔省、德龙省（在1849年选举中被共和派赢下）和沃克吕兹省（唯一在1849年间投票支持秩序党的省）也经历了武装集会，导致共和派叛乱分子和秩序部队之间的血腥冲突。这场运动逐步蔓延到埃罗省西部，贝济耶成为血腥冲突的现场。因此，在瓦尔省，装备简陋的共和国纵队很容易被军队驱散，几天内就有大约50人被杀。马丁·比杜雷（Martin Bidouré）成为瓦尔抵抗运动的英雄和烈士，被士兵俘虏并枪杀两次。
关于夺取武器和抢劫、强奸和谋杀的情况，通常是先前冲突的结论，但被莫尔尼的宣传巧妙地使用或歪曲，最终将他们团结在政变中。

### 普选合法化的公民投票通过

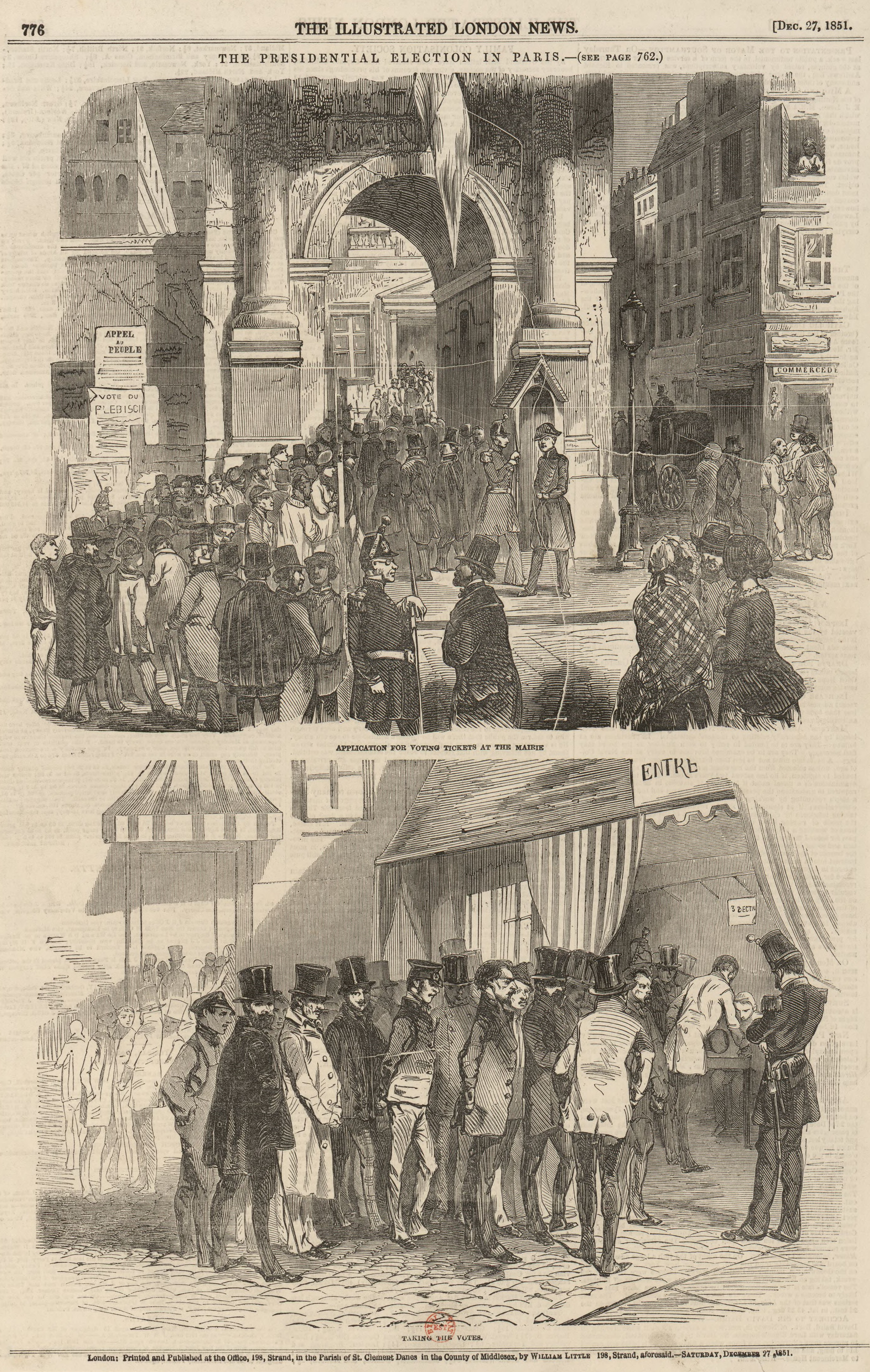
在政变合法化公投中投票（《伦敦新闻画报》，1851年12月）

路易·拿破仑根据他对人民的呼吁，恢复了男性普选权，并于1851年12月20日和21日“在消除最后的抵抗巢穴10天后”召集法国人就“总统亲王”的改革进行公民投票。面对共和国捍卫者所主张的宪法合法性，波拿巴主义者反对将普选置于宪法之上，反对人民作为合法性唯一来源的直直接声明。波拿巴主义的宣传也不乏对“红色危险”（法语：péril rouge）的痴迷（出自奥古斯特·罗米厄1852年的小册子《红色幽灵》（Spectre rouge）中的一个短语，他通过提炼“札克雷的胡言乱语”，希望增加对社会主义的恐惧，并接受政变）和“国家救世主”的主题，根据圣座大使的建议，获得虔诚的行政机构和天主教神职人员的支持。

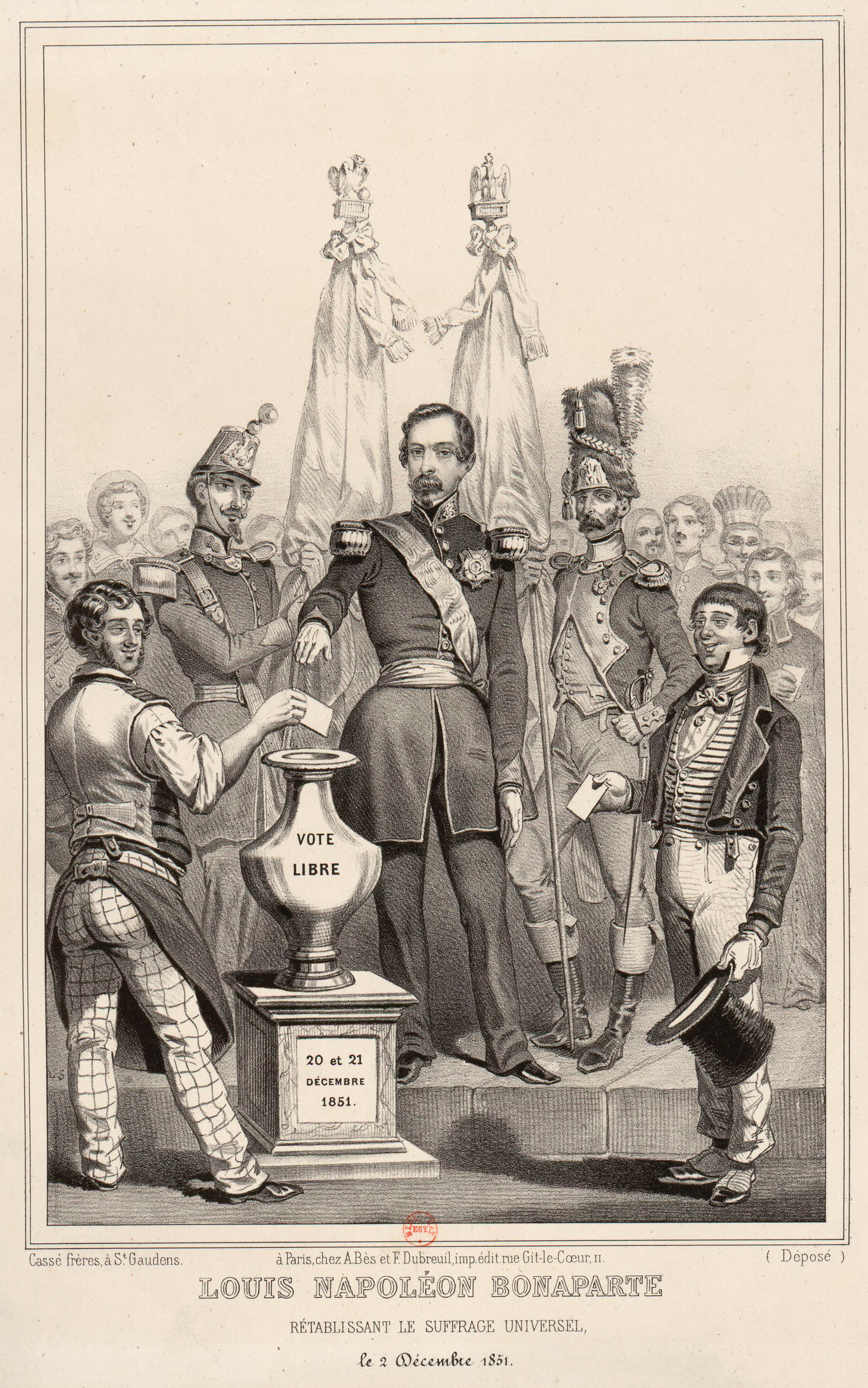
路易·拿破仑·波拿巴于1851年12月2日恢复普选。两名执旗手围绕着总统亲王，他为投票箱祝福，投票箱上写着“自由”。有一名工人和一名资产阶级，他们都展示了一副幸福的神色。匿名宣传版画

协商是在“完全恐怖”的情况下进行的，领土的三分之一仍处于围城状态。只有支持公民投票的报纸才允许出版。选民名单在政变和投票之间清理。
然而，总统在农民中享有真正的人气，协商的性质使他在事实上的现状和虚无之间几乎没有选择。因此，平民被允许以无记名投票方式投票，而陆军和海军则以公开记录方式投票。在完全禁令（proscription）的情况下，也不存在争取反对的问题。除了镇压和恐怖的气氛之外，欺诈是显而易见的：迟到者被两次点名提醒他们作为选民的义务；在选民名单上，有些选民的名字早就被遗忘或根本不在本地社区。根据历史学家弗雷德里克·内格雷尔（Frédéric Négrel）的说法，在阿蒂尼奥斯克和瓦尔省的其他紧急地区，“只有‘是’选票被打印出来，而‘否’必须手写；此外，选票被交给投票站主席，他自己也把选票塞进了投票箱。”

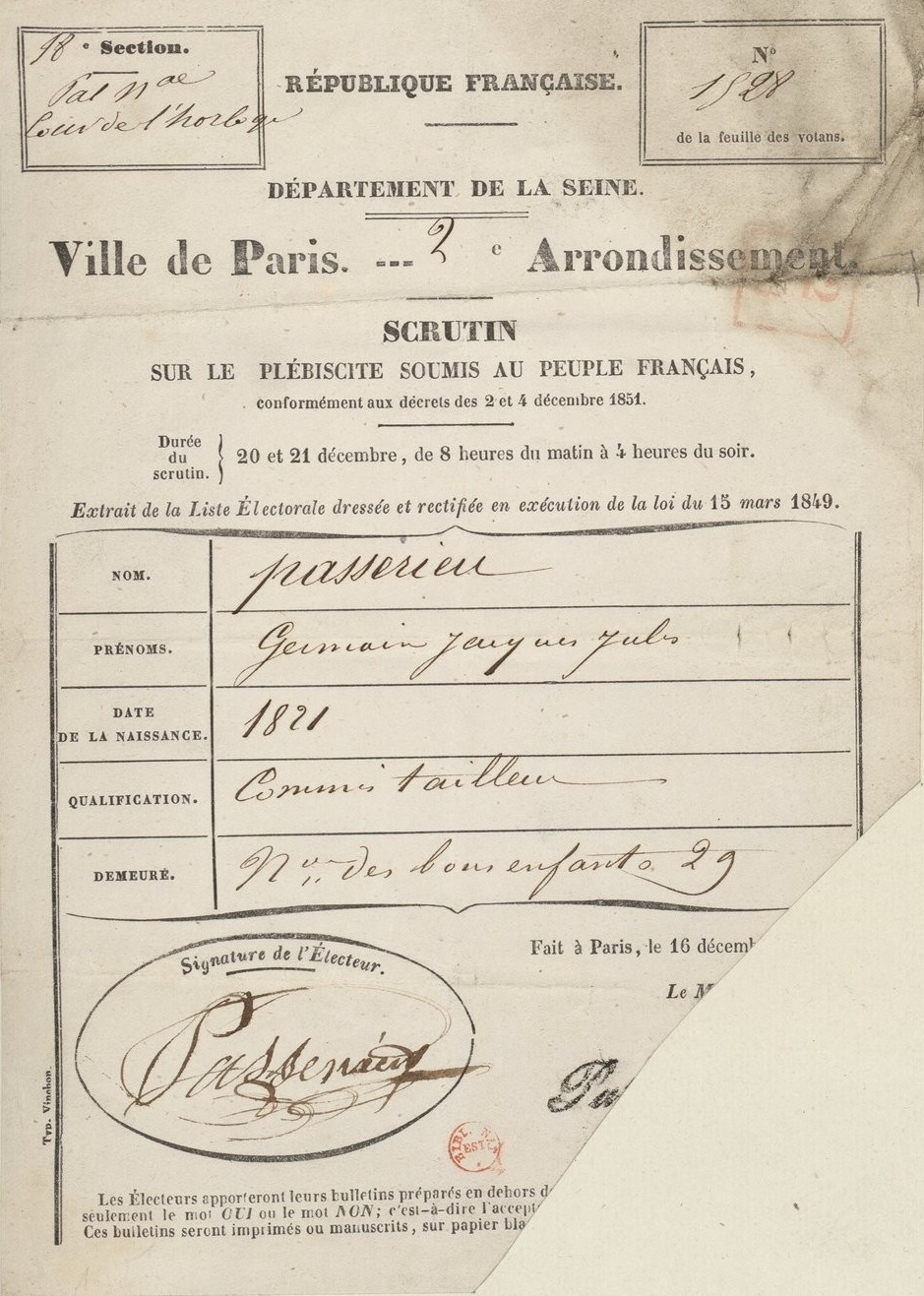
根据1851年12月2日和4日的法令，提交给法国人民的公民投票中，向巴黎裁缝职员发放的选民卡

在神职人员和在12月2日被捕并投票失权的多数议员集会之后，选民投票以7,439,216票“是”对640,737票“否”（1851年12月31日公布的临时结果）。1852年1月14日公布的最终结果是7,481,231票“是”对647,292票“否”（全国约1000万登记选民和8,165,630名投票选民，其中有37,107张为无效票）。有140万选民弃权，约占15%。虽然主要的反对票来自大城市，但唯一一个以多数票投“否”的农村地区是阿尔代什省的韦尔努。

## 镇压

### 围城状态

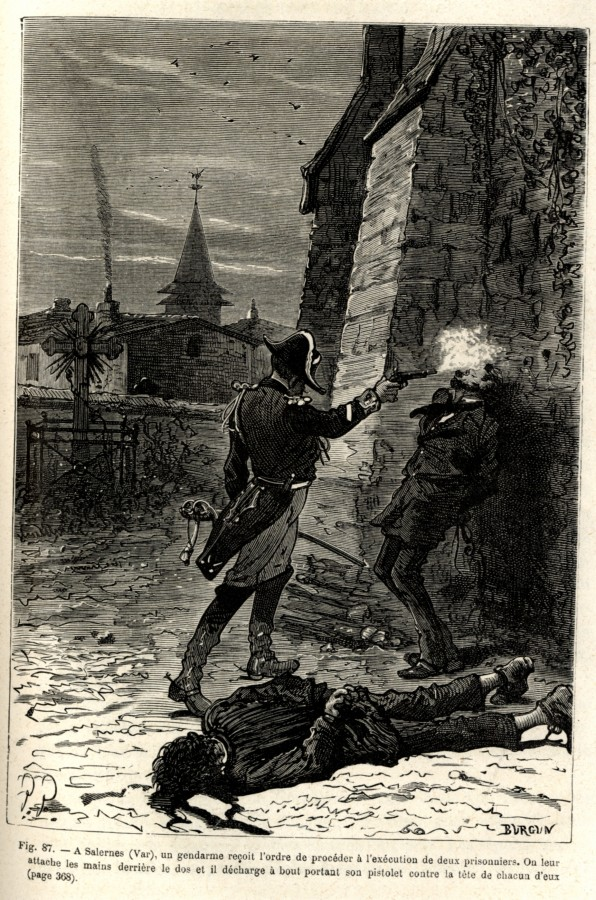
在萨莱讷（瓦尔省）处决两名囚犯。摘自共和派塔克西勒·德洛尔的作品《第二帝国插图史》，巴黎，G拜里埃尔出版社，1880年

在这场外省共和派起义之后，32个省（除上述地区外，还包括阿列省、卢瓦雷省、索恩-卢瓦尔省、汝拉省和萨尔特省——西部和北部唯一经历过抵抗的省）于12月8日被围困。
在围城状态下，所有权力都在交给当地的军事当局，军事当局在几天内迅速控制了共和派抵抗政变的地区。在15天的时间里，他们被镇压，偶尔有叛乱分子被即时处决。
这些地区经历了“一场搜捕，伴随着一系列谴责和即时处决”（根据拉斐尔·拉卢的说法，有127人被枪杀），直到1852年1月，这些地区“不仅在起义的省份，而且在整个领土上都有大规模逮捕行动”。

### 严厉的镇压和后期赦免
根据莫里斯·阿叙龙（Maurice Agulhon）的说法，“然而，镇压的大规模和不公正性质来自于官方将实际发生的叛乱同化为一个长期准备的共和派阴谋。”秘密社团的概念被视为阴谋的来源，每个共和派都被认为是其成员，在政府和执法部门的推理中发挥着重要作用。所有共和派，即使是那些没有拿起武器的人，都被同化为潜在的叛乱分子、同谋或煽动叛乱的人。因此，从12月中旬到1月，警察（军队、宪兵和警察）围捕了数千名嫌疑人，使监狱人满为患。路易·拿破仑的支持者也决心阻止任何社会革命。当左翼波拿巴主义者、进步派和威权派或部分共和派，如乔治·桑（George Sand）成功地从路易·拿破仑那里争取软化镇压和制裁时，这是一场“充满秩序党怨恨的大规模保守镇压”。因此，一些共和派领导人的刑期被减为监禁或驱逐（“运送”）到阿尔及利亚（包括儒勒·米奥、马尔克·迪弗莱斯、德莫斯泰讷·奥利维耶）。

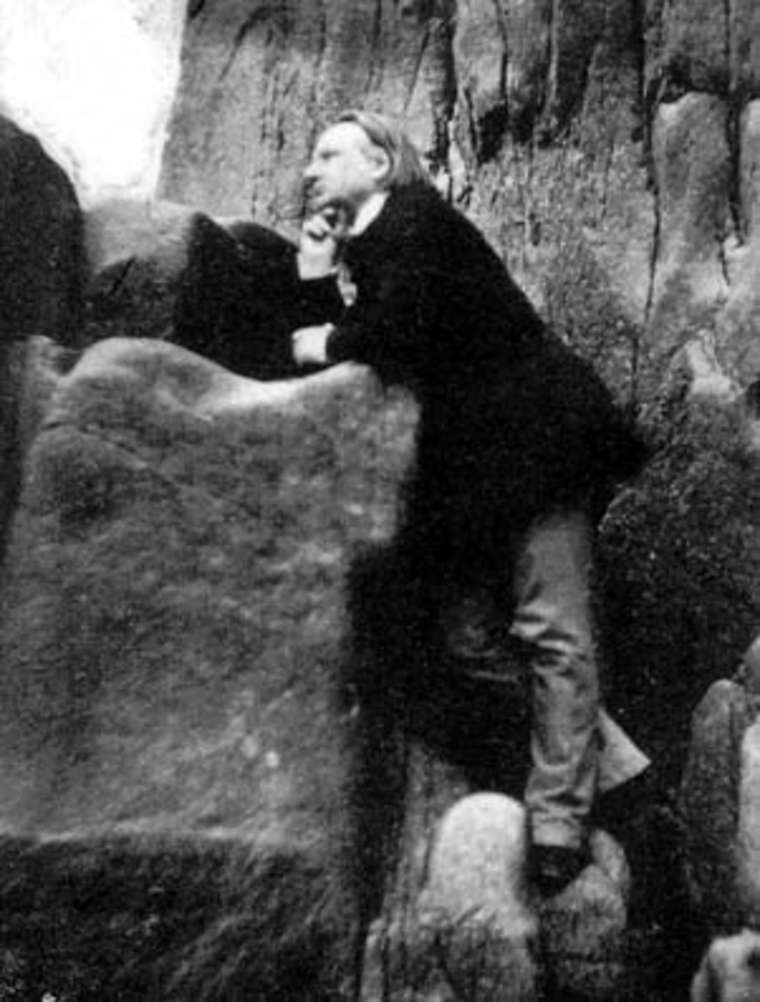
1853-1855年，雨果在泽西岛流亡

最初，26884人被捕，主要集中在东南部、西南部和中部的一些省，21000人被混合委员会定罪（每个省由省长、一名将军和一名治安法官组成），其中9530人被送往阿尔及利亚，239人被送往卡宴监狱。250名被指控的叛乱领导人被带到战争委员会，而66名议员，包括维克多·雨果（他已经逃到布鲁塞尔长期流亡）、舍尔歇、拉斯派尔、埃德加·基内、阿道夫·梯也尔、普洛斯佩尔·迪维尔热·德·奥兰和夏尔·德·雷米萨，被总统令禁止。参与叛乱的意大利记者费迪南多·佩特鲁切利·德拉·加蒂纳被驱逐出法国。
然而，82个联合委员会宣布的镇压措施令路易·拿破仑感到担忧，他本人也受到了付出高昂代价取得成功的人员伤亡的影响。
第二次，路易·拿破仑在面对支持者的镇压行动时表现被动，他任命了三名国务委员执行特别任务，以审查所作的决定并准备赦免措施。
如果负责西南部和朗格多克的埃斯皮纳斯将军和康罗贝尔将军对罪犯表现出很少的宽容，只给予一千人赦免，负责东南部的国务委员昆丹·博沙尔（Quentin Bauchart）则给予3400人赦免。路易·拿破仑·波拿巴在很大程度上利用了他的恩典权利，通常是应他的圣西门主义朋友的请求，也应第三方的请求，如他的堂兄拿破仑·热罗姆（Napoleon Jérôme）或作家乔治·桑（George Sand）。在最初被判处运送到阿尔及利亚的9600名共和派中，6151人实际上被驱逐出境，1853年9月30日，3006名共和派留在阿尔及利亚，其中12632人在同一天获释。

### 在羞耻和必要之间的镇压
路易·拿破仑·波拿巴最初并不认为新政权会采取“威权、反共和保守的基调”。成为皇帝后，他仍然担心“对违背的誓言、12月的死亡、镇压的暴行的记忆”，用欧仁妮皇后的话来说，“12月2日就像涅索斯的血衣”。
然而，就目前而言，亲王总统在政治上利用了抵抗运动的模糊性，在几个省，抵抗运动的特点是“对富人的无政府反抗”。对失控叛乱分子在克拉姆西或贝达里约对宪兵犯下暴行的描述有利于路易·拿破仑·波拿巴的支持者，他们向当地知名人士提出了“红色幽灵”的风险，并将外省的抵抗比作1852年普选中不可避免的札克雷式骗局。轮奸的想象叙事也朝着同样的方向发展：对政变的抵抗使得即使在没有发生任何事件的省，如奥德，也有可能摆脱讨厌的反对者。12月10日，给莫尔尼公爵的通知明确指出了这一点：“你刚刚经历了几天的考验；1851年，你刚刚支持了1852年爆发的社会战争。你一定认识到它的纵火和谋杀性质。如果你战胜了社会的敌人，那是因为他们被突然袭击，你得到了诚实人的支持。”
在这种情况下，波拿巴成功地将政变作为拯救社会的预防性行动，并在他周围聚集了迄今为止不同的意见潮流（弗拉奥、法卢、蒙塔朗贝尔、古塞……）。

## 后果

### 短期

#### 人事上的晋升和驱逐

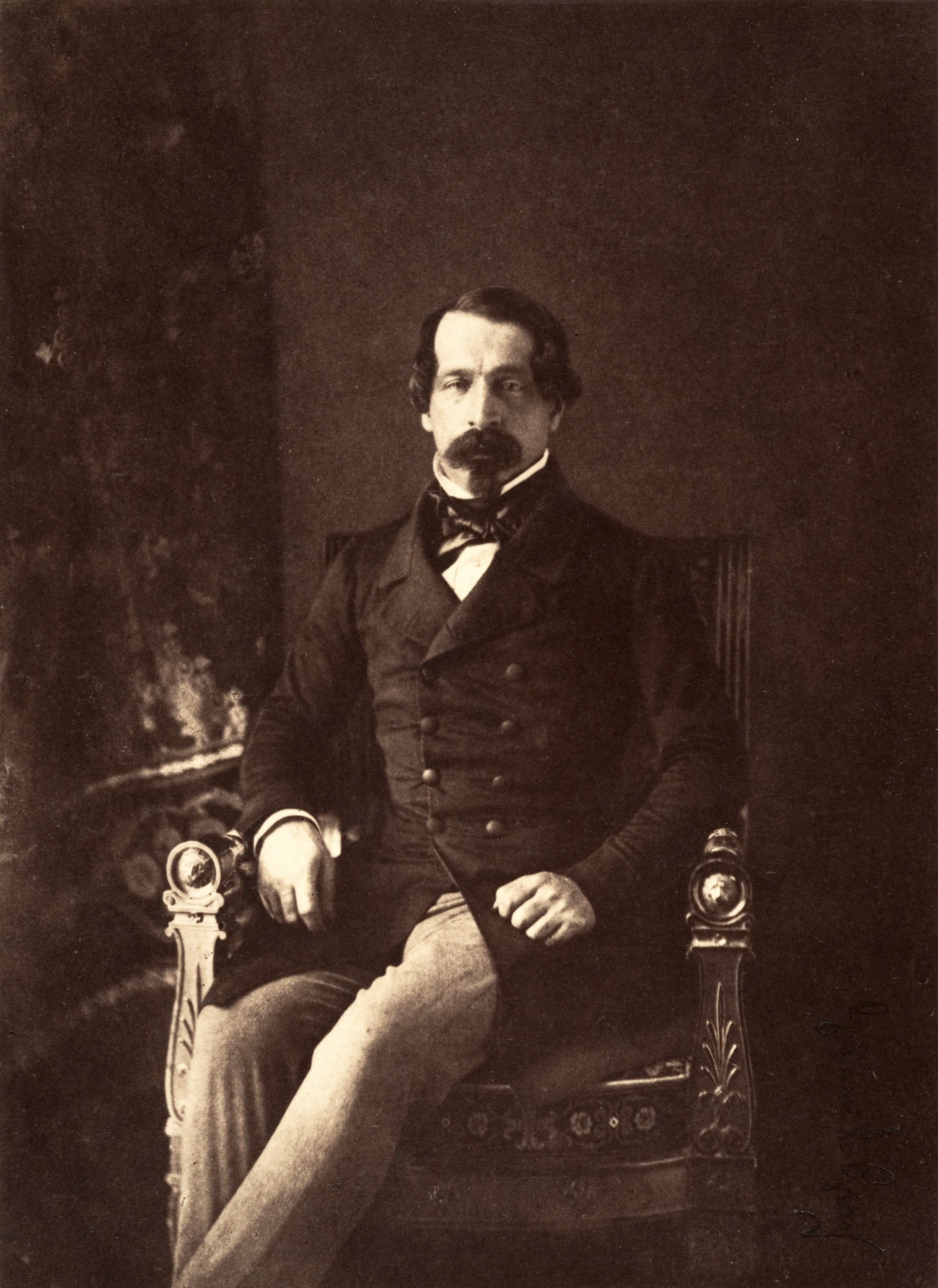
1852年的“亲王总统”路易-拿破仑·波拿巴

胜利得到保证，波拿巴主义者稳如泰山。保守派议员很快被释放，但民主主义-社会主义议员和其他共和派被大规模流放。“至少有一万人逃离路易·拿破仑·波拿巴的警察。一些人，如维克多·雨果或埃德加·基内，成功脱逃；其他人被实施恐怖统治的联合委员会禁锢。”
曾在拿破仑一世手下服役的让-巴蒂斯特·菲利贝尔·瓦扬将军和让·伊西多尔·阿里斯佩将军于12月11日被任命为法国元帅。正在起草一部宪法。还计划举行公民投票，要求法国人批准新秩序。

#### 当代观点
对波拿巴总统来说，“法国响应了他向她发出的忠诚呼吁”，并理解他“只是为了进入法律而脱离法律”，“700多万张选票”来自于“为一项行为辩护，该行为的唯一目的是让祖国和欧洲免于多年的麻烦和不幸”。对埃里克·昂索来说，这是一种承认自己有罪的方式。
政变从左翼开始，到右翼结束，疏远了共和派对路易·拿破仑的支持。然而，共和派作家乔治·桑认为，“有过多的恐怖和诽谤，但如果没有这些，人们会像投票一样投票。1852年，共和派梦想1852年是他们愿望的终结，是一场可怕革命的信号，否则失望将是可怕的。人民会抵制限制选举权的法律，投票支持和反对一切，但谁呢？给拿破仑”。她甚至相对支持路易·拿破仑，写道“毕竟，当共和国的基本法律遭到违反时，政变，或者更确切地说，政变并不比其他暴力方式更为非法”，并指出，在她看来政变组织“不再是共和国”，而是更倾向于帝国的寡头统治。哲学家和历史学家伊波利特·泰纳（Hippolyte Taine）特别证明了被解散议会的不受欢迎以及对路易·拿破仑运动的支持，他还认为“波拿巴并不比其他人更糟糕。议会比他更憎恨共和国，如果可能的话，它将违背让亨利五世或奥尔良派尚加尔涅掌权的誓言。”
对普鲁东来说，是共和派促使总统做出反应，而卡尔·马克思则将路易·拿破仑及其追随者描述为“大路强盗”，他们试图继续掌权以维护自己的利益。
鉴于镇压的背景，在19世纪60年代之前不可能公开表达政变的看法。但从那一天起，他们就开始表述自己的观点，甚至这些内容可能危及作者本人。因此有了1863年维克托·德·布罗伊在法兰西学术院的演讲。欧仁·特诺于1865年发表了1851年12月外省行动的历史研究，这仍然是一个重要的来源。
最后，正如历史学家皮埃尔·米尔扎指出的，大多数法国人并不反对路易·拿破仑，甚至对此感到满意，正如弗朗索瓦·吉佐痛苦地承认的那样：“这个国家幼稚地隐藏起来，这个国家的大部分人都欢迎12月2日的政变。她现在感到摆脱了总统和议会相互削弱的无能。1852年，她认为自己已经摆脱了在固定日期所期望的所有危险和邪恶。她低下头，有点羞愧；但当她下头时，她呼吸着，内心很满足，尽管很谦卑。”然而，他补充说，人民“期待休息和一个政府”，但最终没有实现。

### 直接后果
对这种非法主义的强烈批评渗透到第二帝国和第三共和国早期的共和意识形态中。当确立共和国时，省长大多是从反对政变的人中选出的。另一方面，同意参加混合委员会的法官当时受到惩罚。

### 间接和历史后果

#### 共和国的掘墓人

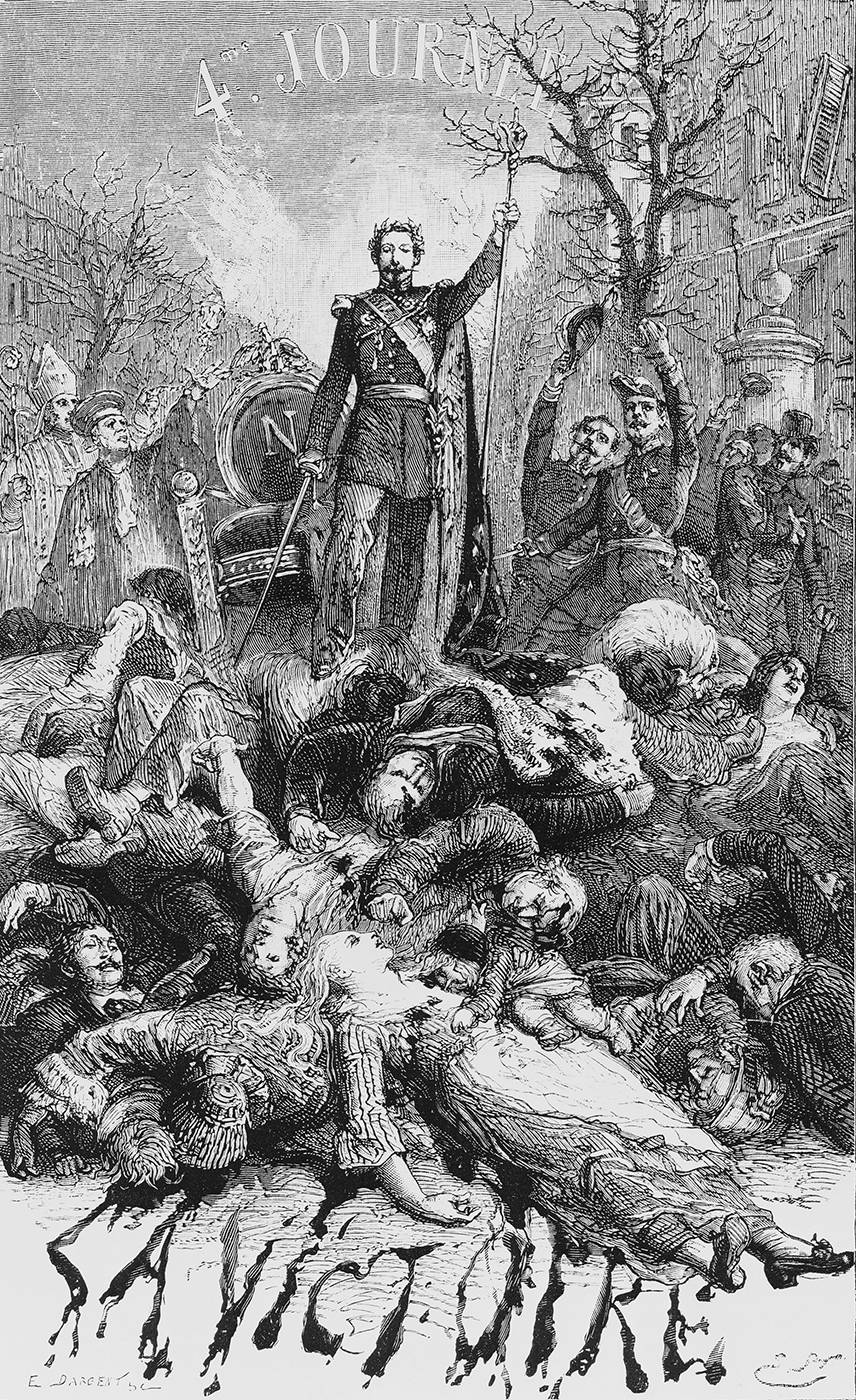
路易·拿破仑·波拿巴受到神职人员、法官和军队的赞扬，他登上了坐在政变受害者尸体堆上的皇位，庆祝自己的“胜利”。欧内斯特·扬·达尔让（Ernest Yan’Dargent）为维克多·雨果《罪恶史》绘制的插图

路易·拿破仑随后承担了成为第二共和国掘墓人的责任，共和国的官方历史将长期限制他，却经常忘记议会曾多次考虑诉诸军队摆脱亲王并尝试恢复君主制。“12月2日的政变催生了一个黑色传奇”，部分基于维克多·雨果在其著作《罪恶史》（Historire d'un crime）中给出的版本，历史学家路易·吉拉尔将其描述为“总体上不可信”，但根据历史学家皮埃尔·米尔扎的说法，这似乎是“最详细的叙述”，但并非政变最准确的版本。

#### “凯撒式民主”
关于1851年12月建立的政治制度，莫里斯·阿絮龙谈到了“波拿巴独裁”，至少在政变后的第一年，直到帝国成立。1852年1月至3月29日，路易·拿破仑·波拿巴是当时三种政府形式中唯一的统治者。在此期间，他通过“独裁法令”进行立法，今天称之为“政令法”。埃里克·昂索指出，总统当时行使古罗马意义上的独裁统治，并奖励所有支持他的人。1852年1月23日的法令采纳了儒勒·法夫尔（Jules Favre）于1848年提出的一项法案，该法案旨在宣布法国前国王的财产为国家财产，禁止奥尔良家族在法国拥有财产，并取消了路易·菲利普（Louis Philippe）以前分配给其子女的财政拨款，扣押的收益在互助协会、工人住房、教会服务者基金和荣誉军团等非盈利组织之间分配。对于奥尔良保皇党和怀念七月王朝的资产阶级来说，这些规定是煽动性的，相当于掠夺。选民中的资产阶级群体特别认为这是对财产权的打击。这起事件甚至在波拿巴阵营内部造成紧张局势。玛蒂尔德公主试图获得奥尔良亲王的恩赐，但在四名政府高级成员（鲁埃尔、富尔、马涅和莫尔尼）辞职表示不同意时，她的要求被撤销。
其他法令重组了国民卫队，而“工人协会，实际上是生产合作社，几乎全部解散”。另一方面，互助协会“如果他们接受自身的荣誉成员、市长和教区牧师的赞助补贴”，则受到青睐。本着路易·拿破仑的精神，这是一个促进“人民福祉，但不容忍以社会工作为幌子的抗拒型社会”的问题。同时，总统亲王的法令允许妇女集会。2月17日关于新闻界的法令恢复了先前的宣传条件，并要求政府授权任何创作，并启动了政治类报纸（《论争报》，《时代报》）的警告程序。2月2日的一项独裁法令理清了选举制度，该法令规定居住6个月的21岁男子为选民。两轮选区选举优先于第二共和国实行的名单比例选举。最后，自1852年1月以来最具创新性和最引人注目的规定之一是在每个市设立投票站，而不是像1848年以来那样只在省的首府设投票站。历史学家莫里斯·阿絮龙指出，这项创新“通过促进和熟悉……投票实践，只能有助于选民的公民教育，这在第二帝国期间确实逐渐发生。”
法国宪法已经被修订。亲王总统承诺“恢复共和国的合法性”，但没有给出确切的定义。他设想的共和国旨在为共同利益而努力，这意味着它必须由一位能够在不同利益之间作出决定并将国家权力强加给所有人的领导人以坚定的手腕领导。几年前，他在《拿破仑思想》中阐述了凯撒式民主的概念，其中他写道：“在一个以民主为基础的政府中，只有领导人才有政府权力；道德力量只来自他，同样直接来自他，无论是仇恨还是爱戴。”
因此，波拿巴主义的关键要素，结合了人民的权威和主权，得到了明确的阐述：因此，波拿巴政权将是专制的，同时也寻求群众的认可。路易·吉拉尔特别指出，拿破仑三世“除了化身为领导人之外，从未设想过民主”，他与20世纪的独裁者也非常不同，不仅因为他提到了1789年的原则（与所有独裁者相反），而且除其他外，他希望在自己身后实现的民族团结的概念与一党制的概念非常不同（帝国之下没有波拿巴党），他希望最终能够为自己的国家提供类似于英国的机构，等待政治习俗的演变。

#### 新宪法，新系统
根据1789年宣布的主要原则，执政共和国在其第一条结束时成立，由新宪法建立，并于1852年1月14日颁布，因此将行政权力委托给总统，总统任期十年（第2条），总统对法国人民全权负责，他始终有权对法国人民进行呼吁（第5条）。因此，新的政治制度将是公民投票而不是议会制。国家元首独自负责他批准和颁布的法律，而部长们只对他们的行为负责。总统还将任命所有文职和军事职位，司法部门将代表他行事。他也是唯一能够宣战和缔结和平或贸易条约的人。国民自卫军被重组为阅兵部队。公务员和当选官员宣誓效忠个人和宪法。新闻界受到一项新的限制自由法的约束，该法建立了一个省级警告系统。

#### 通向帝国
在不到一年的时间里，第二共和国将被第二帝国取代，第二帝国在1852年11月7日的公民投票后正式成立。
1852年12月2日，即前次政变、拿破仑一世加冕和奥斯特利茨战役胜利的象征性周年纪念日，由法国人民选出的路易·拿破仑·波拿巴亲王总统恢复了“帝国尊严”，正式成为“拿破仑三世，法国皇帝”。

#### 新的政治格局和遗产

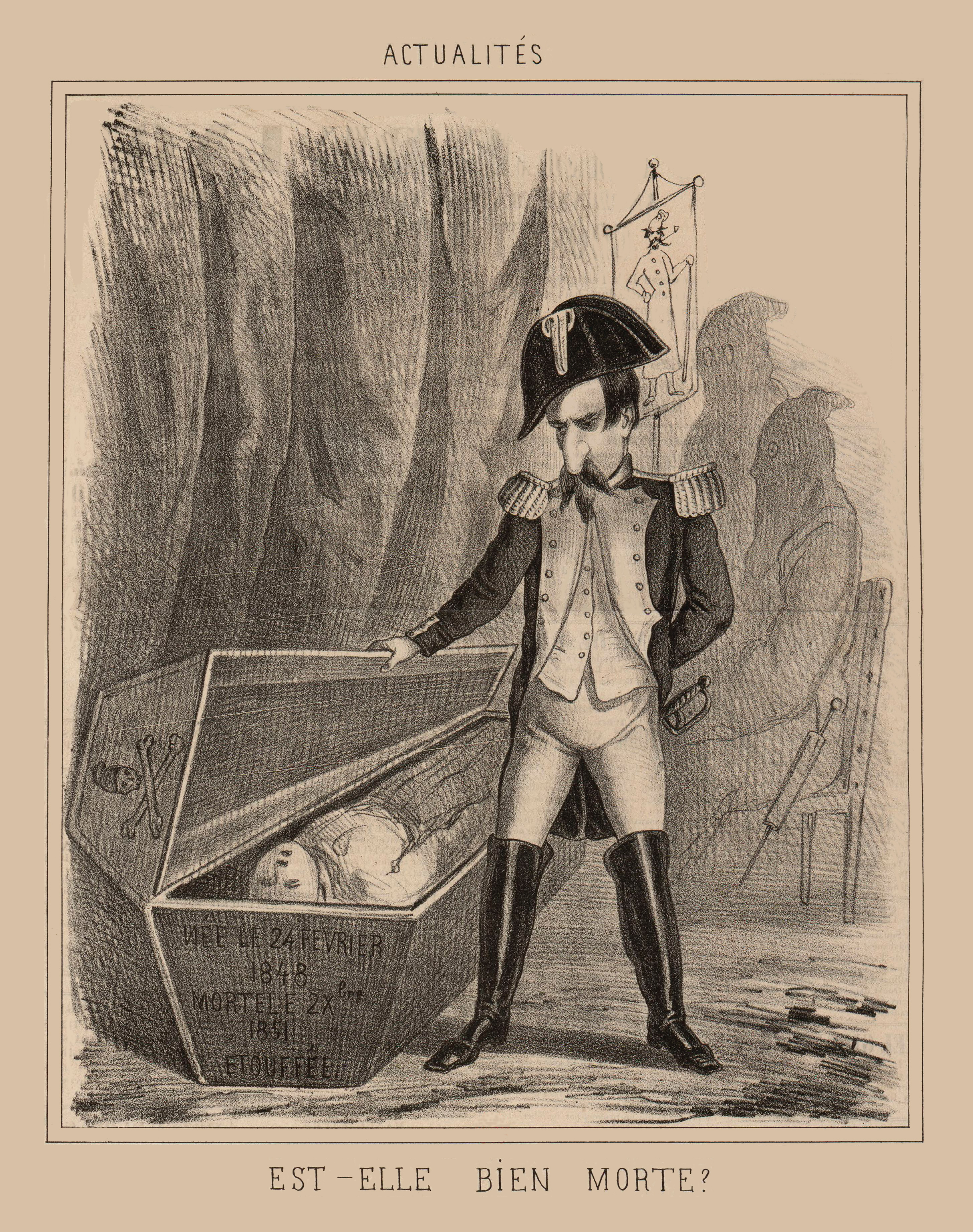
“她死了吗？”路易·拿破仑·波拿巴抬起棺材盖问道，共和国“出生于1848年2月24日，窒息死于1851年12月2日”。在背景中，两名戴着头巾的忏悔者在葬礼守夜，一面横幅上画着Ratapoil。发表在比利时版《喧闹报》的匿名版画，19世纪

对共和派来说，波拿巴主义者已成为主要对手。当他们在19世纪80年代重新掌权时，他们肯定会为法律、共和国和捍卫宪法而建造纪念碑，同时建设第三共和国，反对第二帝国及其政变所代表的“原罪”。因此，历史学家埃里克·昂索指出，12月2日的政变“可能比其他政变更令人发指，因为它是由一位宣誓捍卫宪法的总统实施的，（……）使共和派能够将自己确立为法律的捍卫者，并使政变成为绝对邪恶的象征。自1851年12月2日以来，自称为法国共和派的人既不能帮助政变，也不能为政变辩护。”历史学家雷蒙·瓦尔还指出，12月2日是“邪恶的一天，因为它结束了第二共和国的存在”，这一天构成了“从现在起对任何真正的共和派的负面参考”。
因此，在1962年之前，总统成为皇帝的先例将使国家元首的任何直接普选都是不可想象的，弗朗索瓦·密特朗（François Mitterrand）将戴高乐将军与拿破仑三世进行了恶毒的比较，以指导第五共和国机构的进程。
最后，1881年7月30日，即政变发生30年后，第三共和国通过了一项国家赔偿法，向政变受害者或其贫困家庭提供援助，以纪念这一事件，纪念抵抗者并使自己合法化。

### 一手来源

#### 当时分析和证词
- 保罗·贝卢伊诺——（1851年12月）政变史，1852年
- 维克多·雨果——罪恶史，写于1852年，但直到1877年才出版
- 维克多·雨果——惩罚集，1852年
- 卡尔·马克思——路易·波拿巴的雾月十八日，1852年出版，1869年再版
- 皮埃尔·约瑟夫·普鲁东——《12月2日政变所证明的社会革命》，1852年
- 阿道夫·罗贝尔——《有助于1851年12月2日历史的统计》，文艺复兴图书馆，1869年（包含因抗拒政变而被驱逐出境的共和派的省级名单）
- 维克托·舍尔歇——《十二月二日罪恶史》，1869年
- 奥古斯特·韦尔莫雷尔——《1851年的人们》，1869年。再版：2010年